# Lista över gästskådespelare i Simpsons
Det här är en lista över gästskådespelare i Simpsons. Många avsnitt av den amerikanska TV-serien Simpsons visar kändisar som skådespelar i avsnittet, oavsett om de spelar sig själva eller fiktiva karaktärer.
Serien innehade i mars 2014 Guinness Rekordboks rekord "Most Celebrities Featured in a Television Show" (flest antal gästskådespelare i en TV-serie).
Serien har haft 451 olika gästskådespelare till säsong 21. 377 av dessa har medverkat en gång och 49 av dessa två gånger. 12 stycken har medverkat tre gånger och 13 har medverkat fyra eller fler gånger. Skådespelaren Marcia Wallace har medverkat flest gånger, 148 gånger. Frank Welker har även medverkat sex gånger, Albert Brooks tre gånger och Ron Taylor en gång som supporting cast. Michael Jackson, Dustin Hoffman, Marcia Wallace, Phil Hartman och James Earl Jones har använt pseudonymer.

## Säsong 1

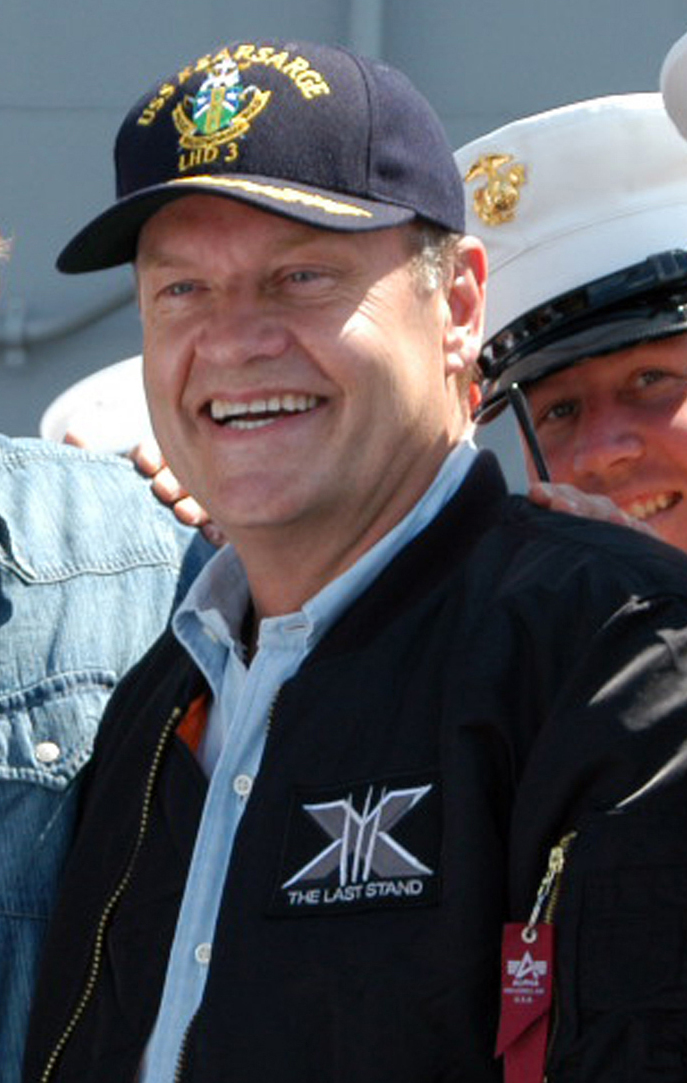
Kelsey Grammer spelade Sideshow Bob i "Krusty Gets Busted".

| Nr   | Avsnitt                | Gästskådespelare | Karaktär                 |
| ---- | ---------------------- | ---------------- | ------------------------ |
| 0102 | Bart the Genius        | Marcia Wallace   | Edna Krabappel Ms Mellon |
| 0103 | Homer's Odyssey        | Marcia Wallace   | Edna Krabappel           |
| 0106 | Moaning Lisa           | Ron Taylor       | Bleeding Gums Murphy     |
| 0108 | The Telltale Head      | Marcia Wallace   | Edna Krabappel           |
| 0110 | Homer's Night Out      | Sam McMurray     | Gulliver Dark            |
| 0112 | Krusty Gets Busted     | Kelsey Grammer   | Sideshow Bob             |
| 0113 | Some Enchanted Evening | Penny Marshall   | Ms. Lucille Botz         |

## Säsong 2

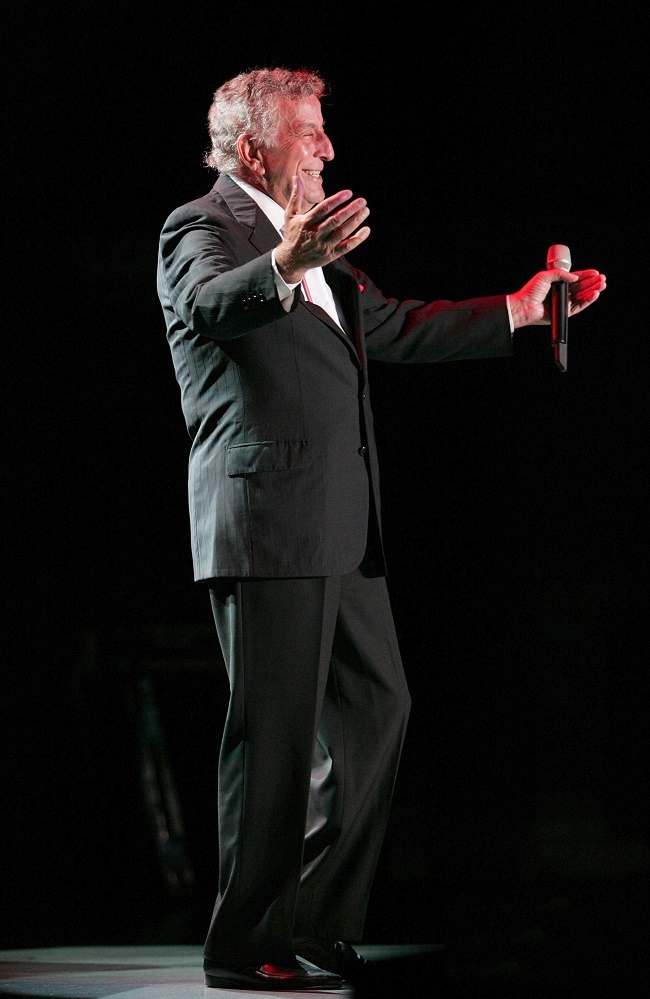
Tony Bennett var den första gästskådespelaren som spelade sig själv.

| Nr   | Avsnitt                                 | Gästskådespelare          | Karaktär                              |
| ---- | --------------------------------------- | ------------------------- | ------------------------------------- |
| 0201 | Bart Gets an F                          | Marcia Wallace            | Edna Krabappel                        |
| 0202 | Simpson and Delilah                     | Harvey Fierstein          | Karl                                  |
| 0203 | Treehouse of Horror                     | James Earl Jones          | Berättarröst Mover Serak the Preparer |
| 0205 | Dancin' Homer                           | Tom Poston                | Capitol City Goofball                 |
| 0205 | Dancin' Homer                           | Tony Bennett              | Sig själv                             |
| 0209 | Itchy & Scratchy & Marge                | Alex Rocco                | Roger Meyers Jr.                      |
| 0210 | Bart Gets Hit by a Car                  | Phil Hartman              | Lionel Hutz Himmelsrösten             |
| 0211 | One Fish, Two Fish, Blowfish, Blue Fish | Larry King                | Sig själv                             |
| 0211 | One Fish, Two Fish, Blowfish, Blue Fish | Sab Shimono               | Mäster Sushikocken                    |
| 0212 | The Way We Was                          | Jon Lovitz                | Artie Ziff                            |
| 0213 | Homer vs. Lisa and the 8th Commandment  | Phil Hartman              | Kabelkillen Moses Troy McClure        |
| 0214 | Principal Charming                      | Marcia Wallace            | Edna Krabappel                        |
| 0215 | Oh Brother, Where Art Thou?             | Danny DeVito              | Herb Powell                           |
| 0216 | Bart's Dog Gets an F                    | Tracey Ullman             | Emily Winthropp                       |
| 0217 | Old Money                               | Audrey Meadows            | Beatrice Simmons                      |
| 0217 | Old Money                               | Phil Hartman              | Lionel Hutz Plato                     |
| 0218 | Brush with Greatness                    | Jon Lovitz                | Professor Lombardo                    |
| 0218 | Brush with Greatness                    | Ringo Starr               | Sig själv                             |
| 0219 | Lisa's Substitute                       | Dustin Hoffman (Sam Etic) | Mr. Bergstrom                         |
| 0219 | Lisa's Substitute                       | Marcia Wallace            | Edna Krabappel                        |
| 0221 | Three Men and a Comic Book              | Cloris Leachman           | Mrs. Glick                            |
| 0221 | Three Men and a Comic Book              | Daniel Stern              | Bart Simpson                          |

## Säsong 3
| Nr   | Avsnitt                           | Gästskådespelare                 | Karaktär                                    |
| ---- | --------------------------------- | -------------------------------- | ------------------------------------------- |
| 0301 | Stark Raving Dad                  | Michael Jackson (John Jay Smith) | Leon Kompowsky                              |
| 0304 | Bart the Murderer                 | Joe Mantegna                     | Fat Tony                                    |
| 0304 | Bart the Murderer                 | Marcia Wallace                   | Edna Krabappel                              |
| 0304 | Bart the Murderer                 | Neil Patrick Harris              | Sig själv som Bart Simpson                  |
| 0304 | Bart the Murderer                 | Phil Hartman                     | Lionel Hutz Troy McClure                    |
| 0305 | Homer Defined                     | Chick Hearn                      | Speaker                                     |
| 0305 | Homer Defined                     | Jon Lovitz                       | Aristotle Amadopolis                        |
| 0305 | Homer Defined                     | Magic Johnson                    | Sig själv                                   |
| 0306 | Like Father, Like Clown           | Jackie Mason                     | Hyman Krustofski                            |
| 0307 | Treehouse of Horror II            | Marcia Wallace                   | Edna Krabappel                              |
| 0309 | Saturdays of Thunder              | Phil Hartman                     | Troy McClure                                |
| 0310 | Flaming Moe's                     | Aerosmith                        | Sig själva                                  |
| 0310 | Flaming Moe's                     | Marcia Wallace                   | Edna Krabappel                              |
| 0310 | Flaming Moe's                     | Phil Hartman                     | Lionel Hutz                                 |
| 0311 | Burns Verkaufen der Kraftwerk     | Phil Hartman                     | Aktiemäklare Horst                          |
| 0313 | Radio Bart                        | Sting                            | Sig själv                                   |
| 0314 | Lisa the Greek                    | Phil Hartman                     | Smooth Jimmy Apollo Troy McClure            |
| 0315 | Homer Alone                       | Phil Hartman                     | Troy McClure                                |
| 0316 | Bart the Lover                    | Marcia Wallace                   | Edna Krabappel                              |
| 0317 | Homer at the Bat                  | Darryl Strawberry                | Sig själv                                   |
| 0317 | Homer at the Bat                  | Don Mattingly                    | Sig själv                                   |
| 0317 | Homer at the Bat                  | Jose Canseco                     | Sig själv                                   |
| 0317 | Homer at the Bat                  | Ken Griffey, Jr.                 | Sig själv                                   |
| 0317 | Homer at the Bat                  | Marcia Wallace                   | Edna Krabappel                              |
| 0317 | Homer at the Bat                  | Mike Scioscia                    | Sig själv                                   |
| 0317 | Homer at the Bat                  | Ozzie Smith                      | Sig själv                                   |
| 0317 | Homer at the Bat                  | Roger Clemens                    | Sig själv                                   |
| 0317 | Homer at the Bat                  | Steve Sax                        | Sig själv                                   |
| 0317 | Homer at the Bat                  | Terry Cashman                    | Sjunger "Talkin' Softball"                  |
| 0317 | Homer at the Bat                  | Wade Boggs                       | Sig själv                                   |
| 0318 | Separate Vocations                | Marcia Wallace                   | Edna Krabappel                              |
| 0318 | Separate Vocations                | Steve Allen                      | Rösten för Bart Simpson under en rättegång. |
| 0320 | Colonel Homer                     | Beverly D'Angelo                 | Lurleen Lumpkin                             |
| 0321 | Black Widower                     | Kelsey Grammer                   | Sideshow Bob                                |
| 0322 | The Otto Show                     | Christopher Guest                | Nigel Tufnel                                |
| 0322 | The Otto Show                     | Michael McKean                   | David St. Hubbins                           |
| 0323 | Bart's Friend Falls in Love       | Kimmy Robertson                  | Samantha Stanky                             |
| 0323 | Bart's Friend Falls in Love       | Marcia Wallace                   | Edna Krabappel                              |
| 0323 | Bart's Friend Falls in Love       | Phil Hartman                     | Troy McClure                                |
| 0324 | Brother, Can You Spare Two Dimes? | Danny DeVito                     | Herb Powell                                 |
| 0324 | Brother, Can You Spare Two Dimes? | Joe Frazier                      | Sig själv                                   |

## Säsong 4

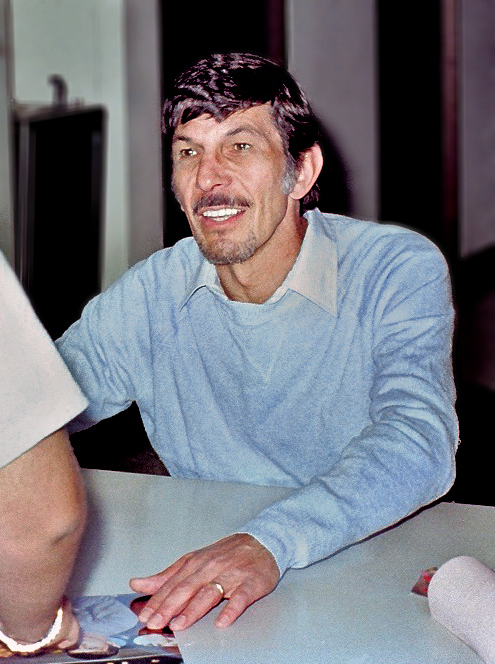
Leonard Nimoys första gästskådespelande var i avsnittet "Marge vs. the Monorail".

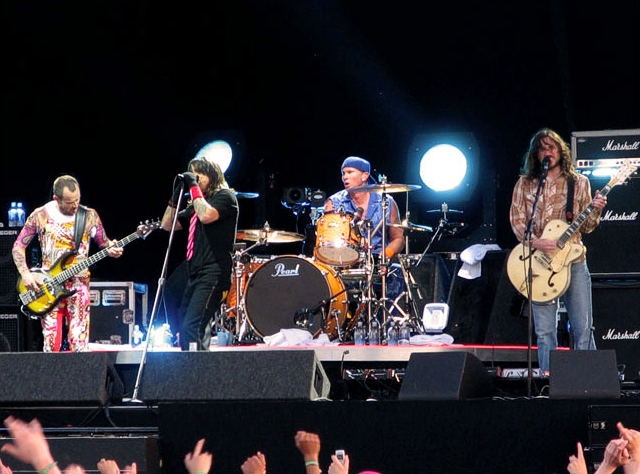
Red Hot Chili Peppers var det andra bandet att gästa Simpsons, när de gästade avsnittet "Krusty Gets Kancelled".

| Nr   | Avsnitt                      | Gästskådespelare                        | Karaktär                        |
| ---- | ---------------------------- | --------------------------------------- | ------------------------------- |
| 0401 | Kamp Krusty                  | Marcia Wallace                          | Edna Krabappel                  |
| 0402 | A Streetcar Named Marge      | Jon Lovitz                              | Llewellyn Sinclair Ms. Sinclair |
| 0402 | A Streetcar Named Marge      | Phil Hartman                            | Lionel Hutz Troy McClure        |
| 0404 | Lisa the Beauty Queen        | Bob Hope                                | Sig själv                       |
| 0405 | Treehouse of Horror III      | Marcia Wallace (Macabre Marcia Wallace) | Edna Krabappel                  |
| 0406 | Itchy & Scratchy: The Movie  | Marcia Wallace                          | Edna Krabappel                  |
| 0407 | Marge Gets a Job             | Marcia Wallace                          | Edna Krabappel                  |
| 0407 | Marge Gets a Job             | Phil Hartman                            | Lionel Hutz Troy McClure        |
| 0407 | Marge Gets a Job             | Tom Jones                               | Sig själv                       |
| 0408 | New Kid on the Block         | Pamela Reed                             | Ruth Powers                     |
| 0408 | New Kid on the Block         | Phil Hartman                            | Lionel Hutz                     |
| 0408 | New Kid on the Block         | Sara Gilbert                            | Laura Powers                    |
| 0409 | Mr. Plow                     | Adam West                               | Sig själv                       |
| 0409 | Mr. Plow                     | Linda Ronstadt                          | Sig själv                       |
| 0409 | Mr. Plow                     | Phil Hartman                            | Troy McClure                    |
| 0410 | Lisa's First Word            | Elizabeth Taylor                        | Maggie Simpson                  |
| 0412 | Marge vs. the Monorail       | Phil Hartman                            | Lyle Lanley                     |
| 0412 | Marge vs. the Monorail       | Leonard Nimoy                           | Sig själv                       |
| 0413 | Selma's Choice               | Phil Hartman                            | Lionel Hutz                     |
| 0414 | Brother from the Same Planet | Marcia Wallace                          | Edna Krabappel                  |
| 0414 | Brother from the Same Planet | Phil Hartman                            | Mr. Muntz Tom                   |
| 0416 | Duffless                     | Marcia Wallace                          | Edna Krabappel                  |
| 0416 | Duffless                     | Phil Hartman                            | Lionel Hutz Troy McClure        |
| 0417 | Last Exit to Springfield     | Dr. Joyce Brothers                      | Sig själv                       |
| 0419 | The Front                    | Brooke Shields                          | Sig själv                       |
| 0420 | Whacking Day                 | Barry White                             | Sig själv                       |
| 0421 | Marge in Chains              | David Crosby                            | Sig själv                       |
| 0421 | Marge in Chains              | Phil Hartman                            | Lionel Hutz Troy McClure        |
| 0422 | Krusty Gets Kancelled        | Barry White                             | Sig själv                       |
| 0422 | Krusty Gets Kancelled        | Bette Midler                            | Sig själv                       |
| 0422 | Krusty Gets Kancelled        | Elizabeth Taylor                        | Sig själv                       |
| 0422 | Krusty Gets Kancelled        | Hugh Hefner                             | Sig själv                       |
| 0422 | Krusty Gets Kancelled        | Johnny Carson                           | Sig själv                       |
| 0422 | Krusty Gets Kancelled        | Luke Perry                              | Sig själv                       |
| 0422 | Krusty Gets Kancelled        | Marcia Wallace                          | Edna Krabappel                  |
| 0422 | Krusty Gets Kancelled        | Red Hot Chili Peppers                   | Sig själva                      |

## Säsong 5

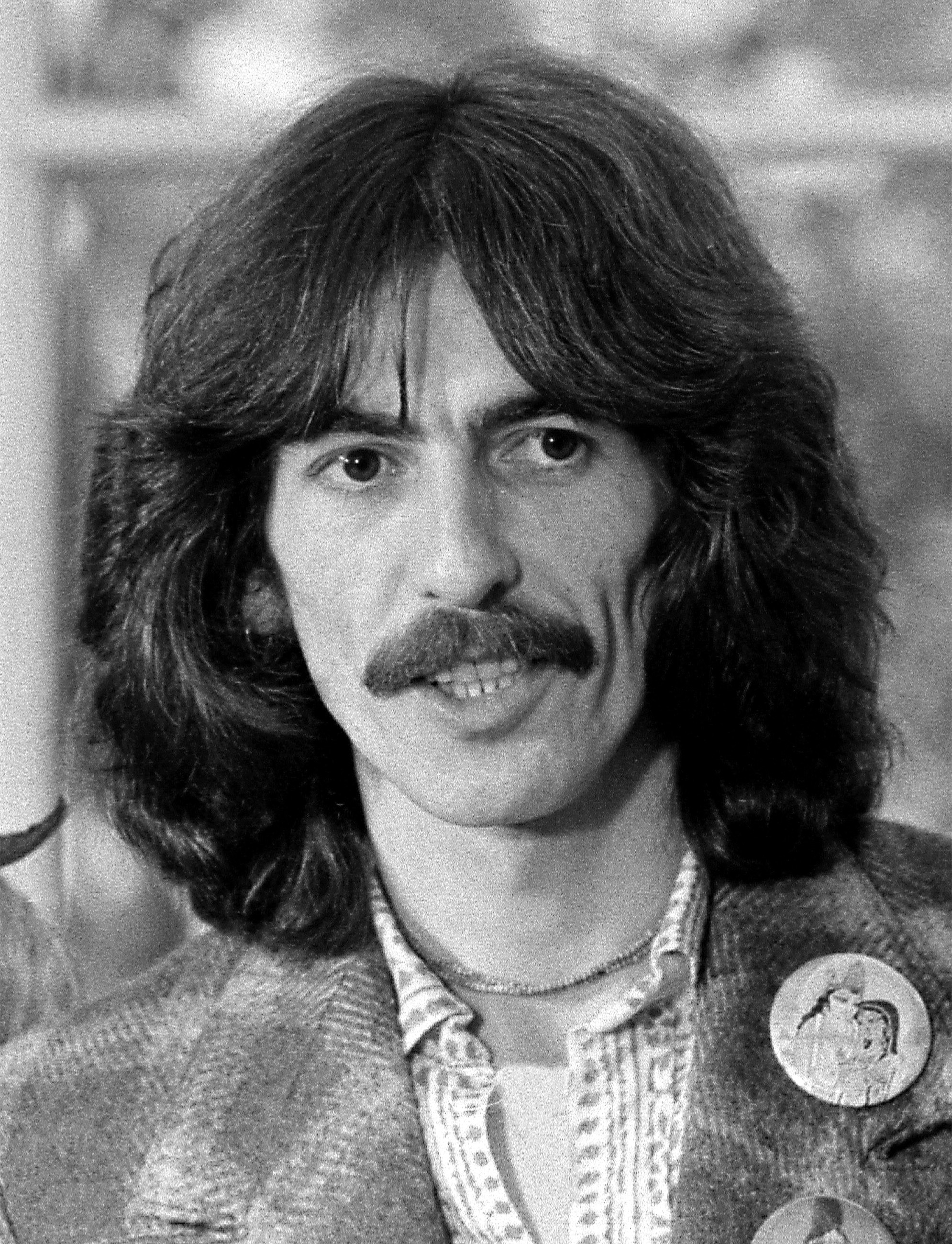
George Harrison var den andra medlemmen från The Beatles att gästa Simpsons.

| Nr   | Avsnitt                                                                      | Gästskådespelare                          | Karaktär                 |
| ---- | ---------------------------------------------------------------------------- | ----------------------------------------- | ------------------------ |
| 0501 | Homer's Barbershop Quartet                                                   | David Crosby                              | Sig själv                |
| 0501 | Homer's Barbershop Quartet                                                   | George Harrison                           | Sig själv                |
| 0502 | Cape Feare                                                                   | Kelsey Grammer                            | Sideshow Bob             |
| 0504 | Rosebud                                                                      | The Ramones                               | Sig själva               |
| 0505 | Treehouse of Horror IV                                                       | Phil Hartman (Phil Hart-On-The Stick Man) | Lionel Hutz              |
| 0506 | Marge on the Lam                                                             | George Fenneman                           | Berättarröst             |
| 0506 | Marge on the Lam                                                             | Pamela Reed                               | Ruth Powers              |
| 0506 | Marge on the Lam                                                             | Phil Hartman                              | Lionel Hutz Troy McClure |
| 0507 | Bart's Inner Child                                                           | James Brown                               | Sig själv                |
| 0507 | Bart's Inner Child                                                           | Marcia Wallace                            | Edna Krabappel           |
| 0507 | Bart's Inner Child                                                           | Phil Hartman                              | Troy McClure             |
| 0508 | Boy-Scoutz n the Hood                                                        | Ernest Borgnine                           | Sig själv                |
| 0508 | Boy-Scoutz n the Hood                                                        | Marcia Wallace                            | Edna Krabappel           |
| 0509 | The Last Temptation of Homer                                                 | Marcia Wallace                            | Edna Krabappel           |
| 0509 | The Last Temptation of Homer                                                 | Michelle Pfeiffer                         | Mindy Simmons            |
| 0509 | The Last Temptation of Homer                                                 | Phil Hartman                              | Lionel Hutz              |
| 0509 | The Last Temptation of Homer                                                 | Werner Klemperer                          | Colonel Klink            |
| 0510 | $pringfield (Or, How I Learned to Stop Worrying and Love Legalized Gambling) | Gerry Cooney                              | Sig själv                |
| 0510 | $pringfield (Or, How I Learned to Stop Worrying and Love Legalized Gambling) | Phil Hartman                              |                          |
| 0510 | $pringfield (Or, How I Learned to Stop Worrying and Love Legalized Gambling) | Robert Goulet                             | Sig själv                |
| 0511 | Homer the Vigilante                                                          | Sam Neill                                 | Molloy                   |
| 0512 | Bart Gets Famous                                                             | Conan O'Brien                             | Sig själv                |
| 0512 | Bart Gets Famous                                                             | Marcia Wallace                            | Edna Krabappel           |
| 0513 | Homer and Apu                                                                | James Woods                               | Sig själv                |
| 0514 | Lisa vs. Malibu Stacy                                                        | Kathleen Turner                           | Stacy Lovell             |
| 0515 | Deep Space Homer                                                             | Buzz Aldrin                               | Sig själv                |
| 0515 | Deep Space Homer                                                             | James Taylor                              | Sig själv                |
| 0518 | Burns' Heir                                                                  | Phil Hartman                              | Lionel Hutz              |
| 0519 | Sweet Seymour Skinner's Baadasssss Song                                      | Marcia Wallace                            | Edna Krabappel           |
| 0520 | The Boy Who Knew Too Much                                                    | Marcia Wallace                            | Edna Krabappel           |
| 0520 | The Boy Who Knew Too Much                                                    | Phil Hartman                              | Lionel Hutz              |
| 0521 | Lady Bouvier's Lover                                                         | Phil Hartman                              | Troy McClure             |
| 0522 | Secrets of a Successful Marriage                                             | Marcia Wallace                            | Edna Krabappel           |
| 0522 | Secrets of a Successful Marriage                                             | Phil Hartman                              | Lionel Hutz              |

## Säsong 6

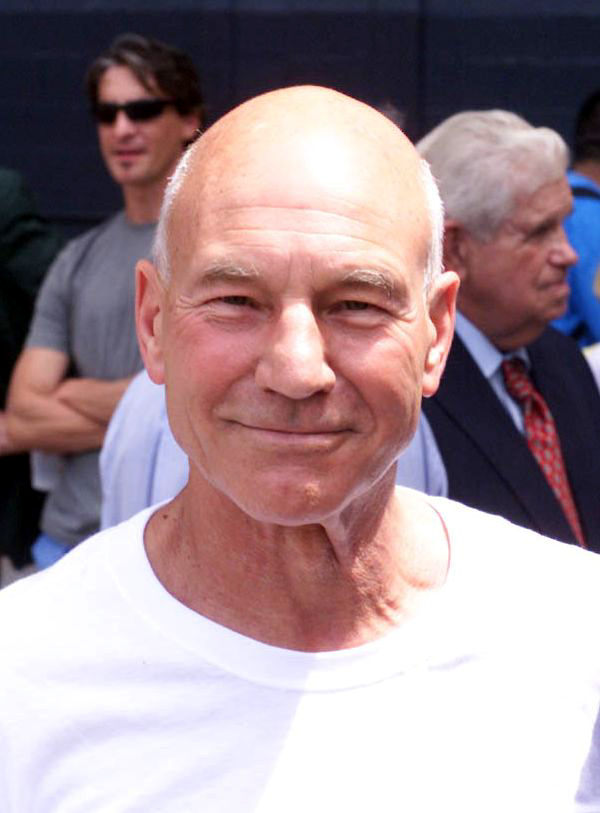
Patrick Stewart gästade avsnittet "Homer the Great".

| Nr   | Avsnitt                        | Gästskådespelare                            | Karaktär                       |
| ---- | ------------------------------ | ------------------------------------------- | ------------------------------ |
| 0602 | Lisa's Rival                   | Winona Ryder                                | Allison Taylor                 |
| 0603 | Another Simpsons Clip Show     | A. Brooks                                   | Jacques                        |
| 0603 | Another Simpsons Clip Show     | Kelsey Grammer                              | Sideshow Bob                   |
| 0603 | Another Simpsons Clip Show     | Jon Lovitz                                  | Artie Ziff                     |
| 0603 | Another Simpsons Clip Show     | Marcia Wallace                              | Edna Krabappel                 |
| 0603 | Another Simpsons Clip Show     | Michelle Pfeiffer                           | Mindy Simmons                  |
| 0603 | Another Simpsons Clip Show     | Phil Hartman                                | Troy McClure                   |
| 0603 | Another Simpsons Clip Show     | Sara Gilbert                                | Laura Powers                   |
| 0605 | Sideshow Bob Roberts           | Dr. Demento                                 | Sig själv                      |
| 0605 | Sideshow Bob Roberts           | Kelsey Grammer                              | Sideshow Bob                   |
| 0605 | Sideshow Bob Roberts           | Larry King                                  | Sig själv                      |
| 0605 | Sideshow Bob Roberts           | Marcia Wallace                              | Edna Krabappel                 |
| 0605 | Sideshow Bob Roberts           | Phil Hartman                                | Lionel Hutz                    |
| 0606 | Treehouse of Horror V          | James Earl Jones (James Earl Boggins Jones) | Maggie Simpson                 |
| 0606 | Treehouse of Horror V          | Marcia Wallace (Macabre Marcia Wallace)     | Edna Krabappel                 |
| 0607 | Bart's Girlfriend              | Meryl Streep                                | Jessica Lovejoy                |
| 0608 | Lisa on Ice                    | Marcia Wallace                              | Edna Krabappel                 |
| 0609 | Homer Badman                   | Dennis Franz                                | Sig själv spelar Homer Simpson |
| 0610 | Grampa vs. Sexual Inadequacy   | Phil Hartman                                | Troy McClure                   |
| 0611 | Fear of Flying                 | Anne Bancroft                               | Dr. Zweig                      |
| 0611 | Fear of Flying                 | George Wendt                                | Norm Peterson                  |
| 0611 | Fear of Flying                 | John Ratzenberger                           | Cliff Clavin                   |
| 0611 | Fear of Flying                 | Rhea Perlman                                | Carla Tortelli                 |
| 0611 | Fear of Flying                 | Ted Danson                                  | Sam Malone                     |
| 0611 | Fear of Flying                 | Woody Harrelson                             | Woody Boyd                     |
| 0612 | Homer the Great                | Patrick Stewart                             | Number One                     |
| 0615 | Homie the Clown                | Dick Cavett                                 | Sig själv                      |
| 0615 | Homie the Clown                | Joe Mantegna                                | Fat Tony                       |
| 0615 | Homie the Clown                | Johnny Unitas                               | Sig själv                      |
| 0616 | Bart vs. Australia             | Phil Hartman                                | Evan Conover                   |
| 0617 | Homer vs. Patty and Selma      | Mel Brooks                                  | Sig själv                      |
| 0617 | Homer vs. Patty and Selma      | Susan Sarandon                              | Ballet lärare                  |
| 0618 | A Star is Burns                | Jon Lovitz                                  | Jay Sherman                    |
| 0618 | A Star is Burns                | Maurice LaMarche                            | George C. Scott                |
| 0618 | A Star is Burns                | Phil Hartman                                | Charlton Heston                |
| 0619 | Lisa's Wedding                 | Phil Hartman                                | Troy McClure                   |
| 0619 | Lisa's Wedding                 | Mandy Patinkin                              | Hugh Parkfield                 |
| 0620 | Two Dozen and One Greyhounds   | Frank Welker                                | Hundar                         |
| 0621 | The PTA Disbands               | Marcia Wallace                              | Edna Krabappel                 |
| 0622 | 'Round Springfield             | Marcia Wallace                              | Edna Krabappel                 |
| 0622 | 'Round Springfield             | Phil Hartman                                | Lionel Hutz                    |
| 0622 | 'Round Springfield             | Ron Taylor                                  | Bleeding Gums Murphy           |
| 0622 | 'Round Springfield             | Steve Allen                                 | Sig själv                      |
| 0623 | The Springfield Connection     | Marcia Wallace                              | Edna Krabappel                 |
| 0623 | The Springfield Connection     | Phil Hartman                                | Lionel Hutz                    |
| 0624 | Lemon of Troy                  | Marcia Wallace                              | Edna Krabappel                 |
| 0625 | Who Shot Mr. Burns? (Part One) | Tito Puente                                 | Sig själv                      |

## Säsong 7

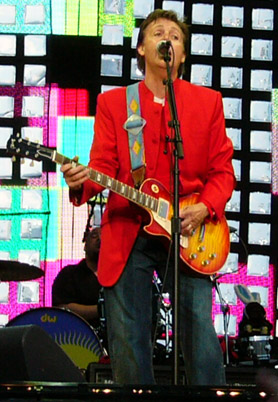
Sir Paul McCartney gästade Simpsons tillsammans med sin fru Linda.

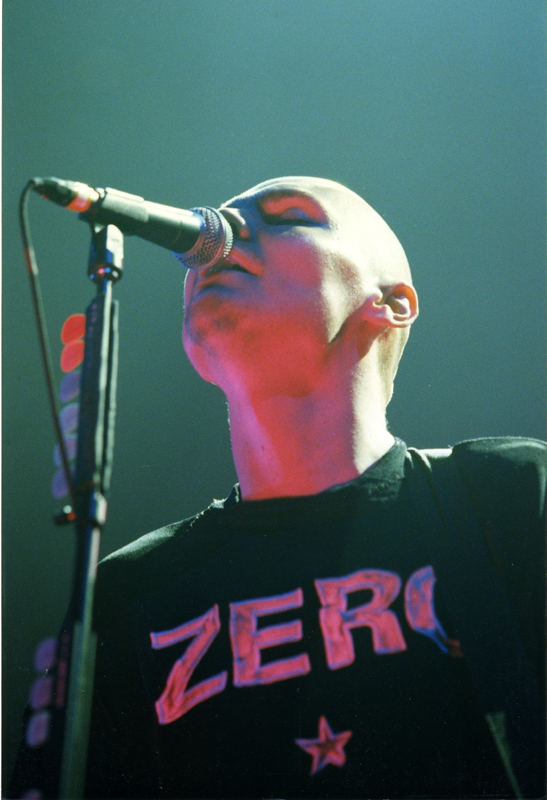
Billy Corgan och resten av The Smashing Pumpkins gästade avsnittet "Homerpalooza".

| Nr   | Avsnitt                                                                             | Gästskådespelare      | Karaktär                                            |
| ---- | ----------------------------------------------------------------------------------- | --------------------- | --------------------------------------------------- |
| 0701 | Who Shot Mr. Burns? (Part Two)                                                      | Tito Puente           | Sig själv                                           |
| 0702 | Radioactive Man                                                                     | Mickey Rooney         | Sig själv                                           |
| 0702 | Radioactive Man                                                                     | Phil Hartman          | Lionel Hutz                                         |
| 0703 | Home Sweet Homediddly-Dum-Doodily                                                   | Joan Kenley           | Telefonröst                                         |
| 0703 | Home Sweet Homediddly-Dum-Doodily                                                   | Marcia Wallace        | Edna Krabappel                                      |
| 0704 | Lisa the Vegetarian                                                                 | Phil Hartman          | Troy McClure                                        |
| 0704 | Lisa the Vegetarian                                                                 | Linda McCartney       | Sig själv                                           |
| 0704 | Lisa the Vegetarian                                                                 | Paul McCartney        | Sig själv                                           |
| 0706 | Treehouse of Horror VI                                                              | Marcia Wallace        | Edna Krabappel                                      |
| 0706 | Treehouse of Horror VI                                                              | Paul Anka             | Sig själv                                           |
| 0707 | King-Size Homer                                                                     | Joan Kenley           | Telefonröst                                         |
| 0708 | Mother Simpson                                                                      | Glenn Close           | Mona Simpson                                        |
| 0708 | Mother Simpson                                                                      | Harry Morgan          | Bill Gannon                                         |
| 0709 | Sideshow Bob's Last Gleaming                                                        | Kelsey Grammer        | Sideshow Bob                                        |
| 0709 | Sideshow Bob's Last Gleaming                                                        | R. Lee Ermey          | Colonel Leslie Hapablap                             |
| 0710 | The Simpsons 138th Episode Spectacular                                              | Buzz Aldrin           | Sig själv                                           |
| 0710 | The Simpsons 138th Episode Spectacular                                              | Glenn Close           | Mona Simpson                                        |
| 0710 | The Simpsons 138th Episode Spectacular                                              | Phil Hartman          | Lionel Hutz Troy McClure                            |
| 0711 | Marge Be Not Proud                                                                  | Lawrence Tierney      | Don Brodka                                          |
| 0711 | Marge Be Not Proud                                                                  | Phil Hartman          | Troy McClure                                        |
| 0712 | Team Homer                                                                          | Marcia Wallace        | Edna Krabappel                                      |
| 0714 | Scenes from the Class Struggle in Springfield                                       | Tom Kite              | Sig själv                                           |
| 0715 | Bart the Fink                                                                       | Bob Newhart           | Sig själv                                           |
| 0715 | Bart the Fink                                                                       | Phil Hartman          | Troy McClure                                        |
| 0716 | Lisa the Iconoclast                                                                 | Donald Sutherland     | Hollis Hurlbut                                      |
| 0716 | Lisa the Iconoclast                                                                 | Marcia Wallace        | Edna Krabappel                                      |
| 0716 | Lisa the Iconoclast                                                                 | Phil Hartman          | Troy McClure                                        |
| 0718 | The Day the Violence Died                                                           | Alex Rocco            | Roger Meyers Jr.                                    |
| 0718 | The Day the Violence Died                                                           | Jack Sheldon          | Amendment                                           |
| 0718 | The Day the Violence Died                                                           | Kirk Douglas          | Chester J. Lampwick                                 |
| 0718 | The Day the Violence Died                                                           | Phil Hartman          | Lionel Hutz                                         |
| 0718 | The Day the Violence Died                                                           | Suzanne Somers        | Sig själv                                           |
| 0719 | A Fish Called Selma                                                                 | Jeff Goldblum         | MacArthur Park                                      |
| 0719 | A Fish Called Selma                                                                 | Phil Hartman          | Troy McClure                                        |
| 0721 | 22 Short Films About Springfield                                                    | Phil Hartman          | Lionel Hutz Sjukvårdsdistriktets styrelseordförande |
| 0722 | Raging Abe Simpson and His Grumbling Grandson in "The Curse of the Flying Hellfish" | Marcia Wallace        | Edna Krabappel                                      |
| 0723 | Much Apu About Nothing                                                              | Joe Mantegna          | Fat Tony                                            |
| 0724 | Homerpalooza                                                                        | Cypress Hill          | Sig själva                                          |
| 0724 | Homerpalooza                                                                        | Peter Frampton        | Sig själv                                           |
| 0724 | Homerpalooza                                                                        | Sonic Youth           | Sig själva                                          |
| 0724 | Homerpalooza                                                                        | The Smashing Pumpkins | Sig själva                                          |
| 0725 | Summer of 4 Ft. 2                                                                   | Christina Ricci       | Erin                                                |
| 0725 | Summer of 4 Ft. 2                                                                   | Marcia Wallace        | Edna Krabappel                                      |

## Säsong 8

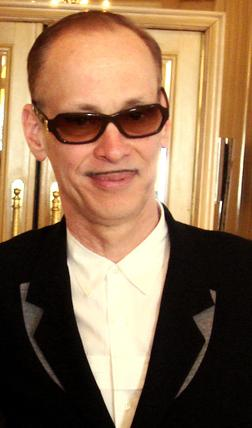
Filmregissören John Waters gästade avsnittet "Homer's Phobia".

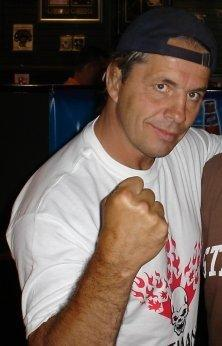
Bret Hart är den enda professionella brottaren att gästa Simpsons.

| Nr   | Avsnitt                                                               | Gästskådespelare                               | Karaktär                           |
| ---- | --------------------------------------------------------------------- | ---------------------------------------------- | ---------------------------------- |
| 0801 | Treehouse of Horror VII                                               | Phil Hartman (Phil "Brian-On-A-Stick" Hartman) | Bill Clinton                       |
| 0802 | You Only Move Twice                                                   | A. Brooks                                      | Hank Scorpio                       |
| 0803 | The Homer They Fall                                                   | Michael Buffer                                 | Sig själv                          |
| 0803 | The Homer They Fall                                                   | Paul Winfield                                  | Lucius Sweet                       |
| 0804 | Burns, Baby Burns                                                     | Rodney Dangerfield                             | Larry Burns                        |
| 0808 | Hurricane Neddy                                                       | Jon Lovitz                                     | Jay Sherman                        |
| 0809 | El Viaje Misterioso de Nuestro Jomer (The Mysterious Voyage of Homer) | Johnny Cash                                    | Coyote                             |
| 0810 | The Springfield Files                                                 | David Duchovny                                 | Fox Mulder                         |
| 0810 | The Springfield Files                                                 | Gillian Anderson                               | Dana Scully                        |
| 0810 | The Springfield Files                                                 | Leonard Nimoy                                  | Sig själv                          |
| 0811 | The Twisted World of Marge Simpson                                    | Jack Lemmon                                    | Frank Ormand                       |
| 0811 | The Twisted World of Marge Simpson                                    | Joe Mantegna                                   | Fat Tony                           |
| 0811 | The Twisted World of Marge Simpson                                    | Marcia Wallace                                 | Edna Krabappel                     |
| 0814 | The Itchy & Scratchy & Poochie Show                                   | Alex Rocco                                     | Roger Meyers Jr.                   |
| 0814 | The Itchy & Scratchy & Poochie Show                                   | Phil Hartman                                   | Troy McClure                       |
| 0815 | Homer's Phobia                                                        | John Waters                                    | John                               |
| 0816 | Brother from Another Series                                           | David Hyde Pierce                              | Cecil Terwilliger Man in the crowd |
| 0816 | Brother from Another Series                                           | Kelsey Grammer                                 | Sideshow Bob                       |
| 0816 | Brother from Another Series                                           | Marcia Wallace                                 | Edna Krabappel                     |
| 0818 | Homer vs. the Eighteenth Amendment                                    | Dave Thomas                                    | Rex Banner                         |
| 0818 | Homer vs. the Eighteenth Amendment                                    | Joe Mantegna                                   | Fat Tony                           |
| 0819 | Grade School Confidential                                             | Marcia Wallace                                 | Edna Krabappel                     |
| 0820 | The Canine Mutiny                                                     | Frank Welker                                   | Laddie                             |
| 0821 | The Old Man and the Lisa                                              | Bret Hart                                      | Sig själv                          |
| 0822 | In Marge We Trust                                                     | Frank Welker                                   | Babianer                           |
| 0822 | In Marge We Trust                                                     | Gedde Watanabe                                 | Factory foreman                    |
| 0822 | In Marge We Trust                                                     | Sab Shimono                                    | Fabriksarbetare Mr. Sparkle        |
| 0823 | Homer's Enemy                                                         | Frank Welker                                   | Vice VD-hund                       |
| 0824 | The Simpsons Spin-Off Showcase                                        | Gailard Sartain                                | Charles "Big" Daddy                |
| 0824 | The Simpsons Spin-Off Showcase                                        | Phil Hartman                                   | Troy McClure                       |
| 0824 | The Simpsons Spin-Off Showcase                                        | Tim Conway                                     | Sig själv                          |
| 0825 | The Secret War of Lisa Simpson                                        | Marcia Wallace                                 | Edna Krabappel                     |
| 0825 | The Secret War of Lisa Simpson                                        | Willem Dafoe                                   | Kommendanten                       |

## Säsong 9

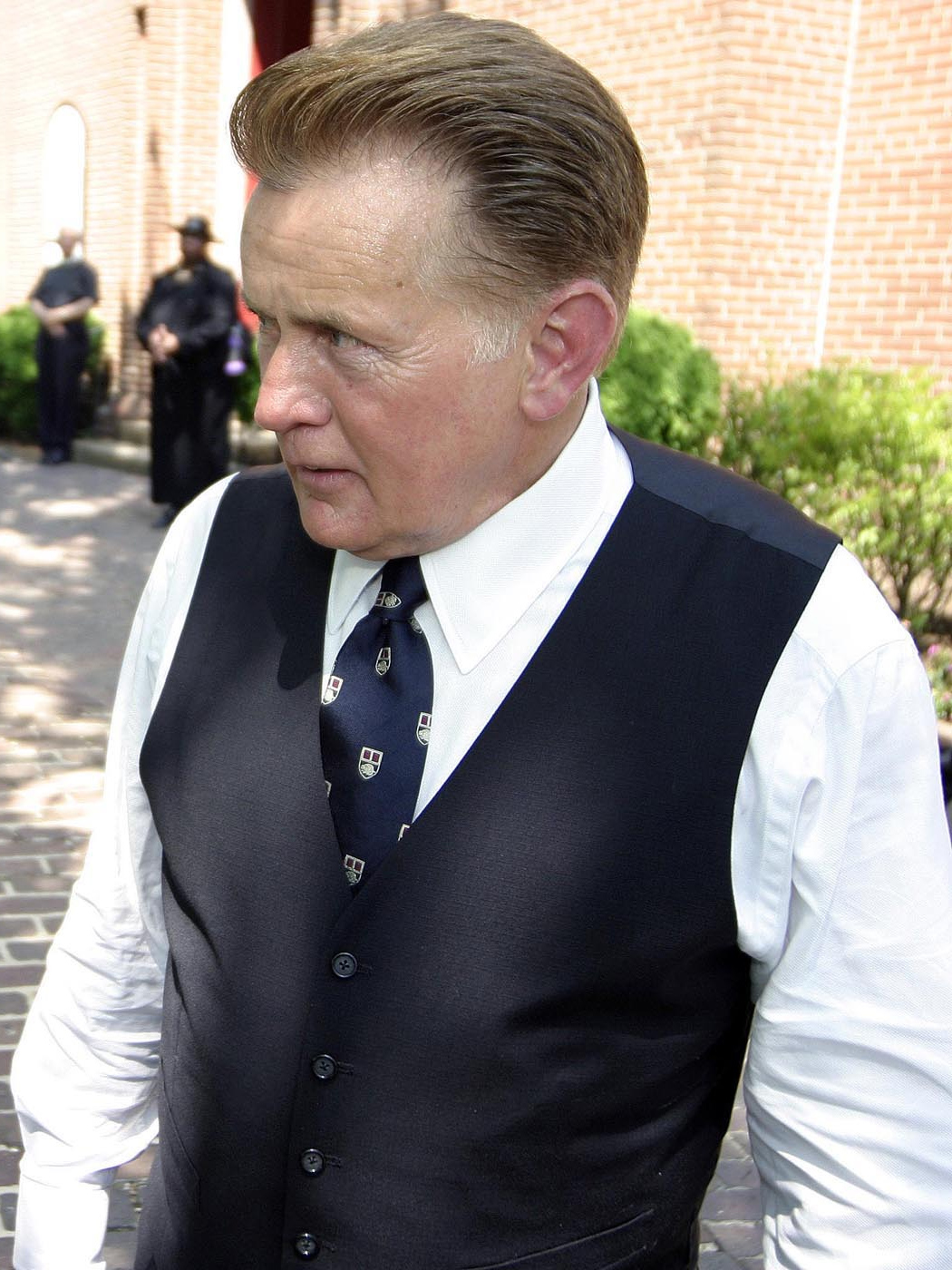
Martin Sheen spelade "den riktiga Seymour Skinner".

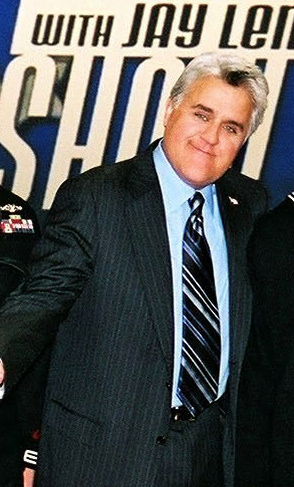
Jay Leno spelade sig själv när han gästade avsnittet "The Last Temptation of Krust".

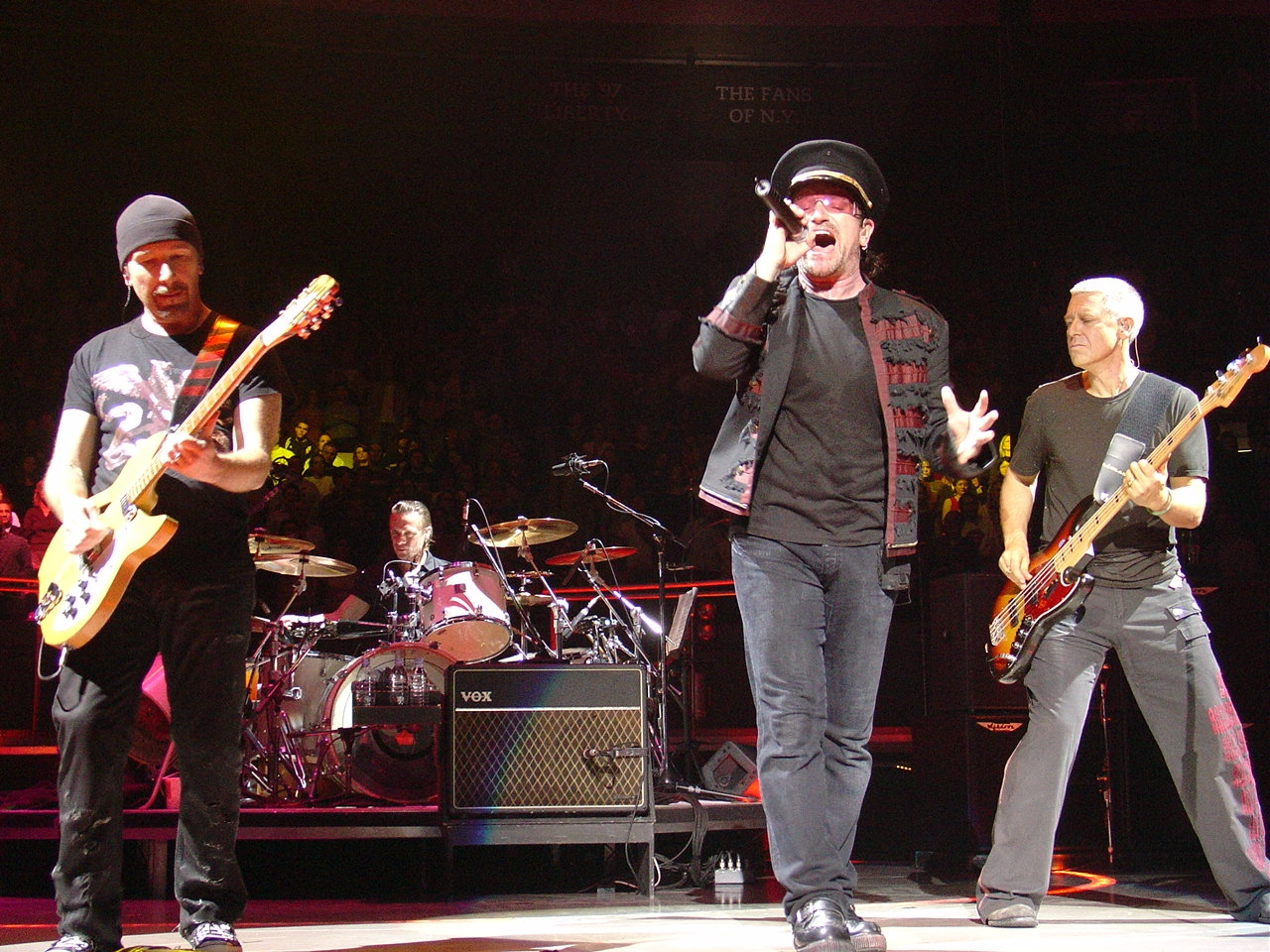
U2, (förutom Larry Mullen) gästade avsnittet "Trash of the Titans".

| Nr   | Avsnitt                                | Gästskådespelare                 | Karaktär                   |
| ---- | -------------------------------------- | -------------------------------- | -------------------------- |
| 0901 | The City of New York vs. Homer Simpson | Joan Kenley                      | Telefonröst                |
| 0902 | The Principal and the Pauper           | Marcia Wallace                   | Edna Krabappel             |
| 0902 | The Principal and the Pauper           | Martin Sheen                     | Seymour Skinner            |
| 0903 | Lisa's Sax                             | Fyvush Finkel                    | Sig själv spelar Krusty    |
| 0904 | Treehouse of Horror VIII               | Marcia Wallace (Macabre Wallace) | Edna Krabappel             |
| 0906 | Bart Star                              | Joe Namath                       | Sig själv                  |
| 0906 | Bart Star                              | Mike Judge                       | Hank Hill                  |
| 0906 | Bart Star                              | Roy Firestone                    | Sig själv                  |
| 0907 | The Two Mrs. Nahasapeemapetilons       | Andrea Martin                    | Apu's mamma                |
| 0907 | The Two Mrs. Nahasapeemapetilons       | Jan Hooks                        | Manjula Nahasapeemapetilon |
| 0908 | Lisa the Skeptic                       | Marcia Wallace                   | Edna Krabappel             |
| 0908 | Lisa the Skeptic                       | Phil Hartman                     | Lionel Hutz                |
| 0908 | Lisa the Skeptic                       | Stephen Jay Gould                | Sig själv                  |
| 0909 | Realty Bites                           | Phil Hartman                     | Lionel Hutz                |
| 0910 | Miracle on Evergreen Terrace           | Alex Trebek                      | Sig själv                  |
| 0910 | Miracle on Evergreen Terrace           | Marcia Wallace                   | Edna Krabappel             |
| 0911 | All Singing, All Dancing               | George Harrison                  | Sig själv                  |
| 0911 | All Singing, All Dancing               | Phil Hartman                     | Lyle Lanley                |
| 0912 | Bart Carny                             | Jim Varney                       | Cooter Cooder              |
| 0913 | The Joy of Sect                        | Marcia Wallace                   | Edna Krabappel             |
| 0914 | Das Bus                                | James Earl Jones                 | Berättarröst               |
| 0914 | Das Bus                                | Phil Hartman                     | Troy McClure               |
| 0915 | The Last Temptation of Krust           | Bobcat Goldthwait                | Sig själv                  |
| 0915 | The Last Temptation of Krust           | Bruce Baum                       | Sig själv                  |
| 0915 | The Last Temptation of Krust           | Hank Williams, Jr.               | Sings "Canyonero!"         |
| 0915 | The Last Temptation of Krust           | Janeane Garofalo                 | Sig själv                  |
| 0915 | The Last Temptation of Krust           | Jay Leno                         | Sig själv                  |
| 0915 | The Last Temptation of Krust           | Marcia Wallace                   | Edna Krabappel             |
| 0915 | The Last Temptation of Krust           | Steven Wright                    | Sig själv                  |
| 0916 | Dumbbell Indemnity                     | Helen Hunt                       | Renee                      |
| 0916 | Dumbbell Indemnity                     | Marcia Wallace                   | Edna Krabappel             |
| 0917 | Lisa the Simpson                       | Phil Hartman                     | Troy McClure               |
| 0918 | This Little Wiggy                      | Marcia Wallace                   | Edna Krabappel             |
| 0918 | This Little Wiggy                      | Phil Hartman                     | Troy McClure               |
| 0919 | Simpson Tide                           | Bob Denver                       | Sig själv                  |
| 0919 | Simpson Tide                           | Rod Steiger                      | Kapten Tenille             |
| 0920 | The Trouble with Trillions             | Marcia Wallace                   | Edna Krabappel             |
| 0920 | The Trouble with Trillions             | Paul Winfield                    | Lucius Sweet               |
| 0921 | Girly Edition                          | Marcia Wallace                   | Edna Krabappel             |
| 0922 | Trash of the Titans                    | Marcia Wallace                   | Edna Krabappel             |
| 0922 | Trash of the Titans                    | Steve Martin                     | Ray Patterson              |
| 0922 | Trash of the Titans                    | U2                               | Sig själva                 |
| 0923 | King of the Hill                       | Brendan Fraser                   | Brad                       |
| 0923 | King of the Hill                       | Steven Weber                     | Neil                       |
| 0924 | Lost Our Lisa                          | Marcia Wallace                   | Edna Krabappel             |
| 0925 | Natural Born Kissers                   | Marcia Wallace                   | Edna Krabappel             |

## Säsong 10

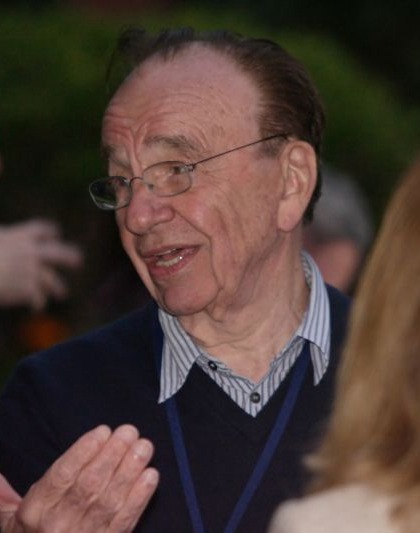
Rupert Murdoch spelade sig själv när han gästade avsnittet "Sunday, Cruddy Sunday".

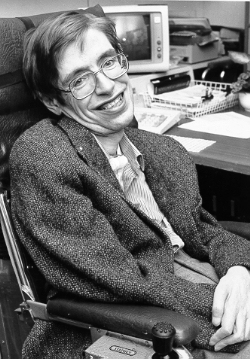
Stephen Hawkings första gästande i Simpsons var i avsnittet "They Saved Lisa's Brain".

| Nr   | Avsnitt                                      | Gästskådespelare    | Karaktär                   |
| ---- | -------------------------------------------- | ------------------- | -------------------------- |
| 1001 | Lard of the Dance                            | Lisa Kudrow         | Alex Whitney               |
| 1002 | The Wizard of Evergreen Terrace              | William Daniels     | KITT                       |
| 1003 | Bart the Mother                              | Marcia Wallace      | Edna Krabappel             |
| 1003 | Bart the Mother                              | Phil Hartman        | Troy McClure               |
| 1004 | Treehouse of Horror IX                       | Ed McMahon          | Sig själv                  |
| 1004 | Treehouse of Horror IX                       | Jerry Springer      | Sig själv                  |
| 1004 | Treehouse of Horror IX                       | Kathie Lee Gifford  | Sig själv                  |
| 1004 | Treehouse of Horror IX                       | Regis Philbin       | Sig själv                  |
| 1004 | Treehouse of Horror IX                       | Robert Englund      | Freddy Krueger             |
| 1005 | When You Dish Upon a Star                    | Alec Baldwin        | Sig själv                  |
| 1005 | When You Dish Upon a Star                    | Brian Grazer        | Sig själv                  |
| 1005 | When You Dish Upon a Star                    | Kim Basinger        | Sig själv                  |
| 1005 | When You Dish Upon a Star                    | Ron Howard          | Sig själv                  |
| 1006 | D'oh-in in the Wind                          | George Carlin       | Munchie                    |
| 1006 | D'oh-in in the Wind                          | Martin Mull         | Seth                       |
| 1006 | D'oh-in in the Wind                          | Yo La Tengo         | Sig själva                 |
| 1007 | Lisa Gets an "A"                             | Marcia Wallace      | Edna Krabappel             |
| 1009 | Mayored to the Mob                           | Dick Tufeld         | Robot från Lost in Space   |
| 1009 | Mayored to the Mob                           | Joe Mantegna        | Fat Tony                   |
| 1009 | Mayored to the Mob                           | Marcia Wallace      | Edna Krabappel             |
| 1009 | Mayored to the Mob                           | Mark Hamill         | Leavelle Sig själv         |
| 1010 | Viva Ned Flanders                            | Marcia Wallace      | Edna Krabappel             |
| 1010 | Viva Ned Flanders                            | The Moody Blues     | Sig själva                 |
| 1011 | Wild Barts Can't Be Broken                   | Cyndi Lauper        | Sig själv                  |
| 1011 | Wild Barts Can't Be Broken                   | Marcia Wallace      | Edna Krabappel             |
| 1012 | Sunday, Cruddy Sunday                        | Dan Marino          | Sig själv                  |
| 1012 | Sunday, Cruddy Sunday                        | Dolly Parton        | Sig själv                  |
| 1012 | Sunday, Cruddy Sunday                        | Fred Willard        | Wally Kogen                |
| 1012 | Sunday, Cruddy Sunday                        | John Madden         | Sig själv                  |
| 1012 | Sunday, Cruddy Sunday                        | Pat Summerall       | Sig själv                  |
| 1012 | Sunday, Cruddy Sunday                        | Rosey Grier         | Sig själv                  |
| 1012 | Sunday, Cruddy Sunday                        | Rupert Murdoch      | Sig själv                  |
| 1012 | Sunday, Cruddy Sunday                        | Troy Aikman         | Sig själv                  |
| 1013 | Homer to the Max                             | Ed Begley Jr.       | Sig själv                  |
| 1014 | I'm with Cupid                               | Elton John          | Sig själv                  |
| 1014 | I'm with Cupid                               | Jan Hooks           | Manjula Nahasapeemapetilon |
| 1014 | I'm with Cupid                               | Marcia Wallace      | Edna Krabappel             |
| 1015 | Marge Simpson in: "Screaming Yellow Honkers" | Hank Williams, Jr.  | Sjunger "Canyonero"        |
| 1015 | Marge Simpson in: "Screaming Yellow Honkers" | Marcia Wallace      | Edna Krabappel             |
| 1018 | Simpsons Bible Stories                       | Marcia Wallace      | Mrs. Krabapatra            |
| 1019 | Mom and Pop Art                              | Jasper Johns        | Sig själv                  |
| 1019 | Mom and Pop Art                              | Isabella Rossellini | Astrid Weller              |
| 1019 | Mom and Pop Art                              | Marcia Wallace      | Edna Krabappel             |
| 1020 | The Old Man and the "C" Student              | Jack LaLanne        | Sig själv                  |
| 1021 | Monty Can't Buy Me Love                      | Michael McKean      | Jerry Rude                 |
| 1022 | They Saved Lisa's Brain                      | Stephen Hawking     | Sig själv                  |
| 1023 | Thirty Minutes over Tokyo                    | George Takei        | Wink                       |

## Säsong 11

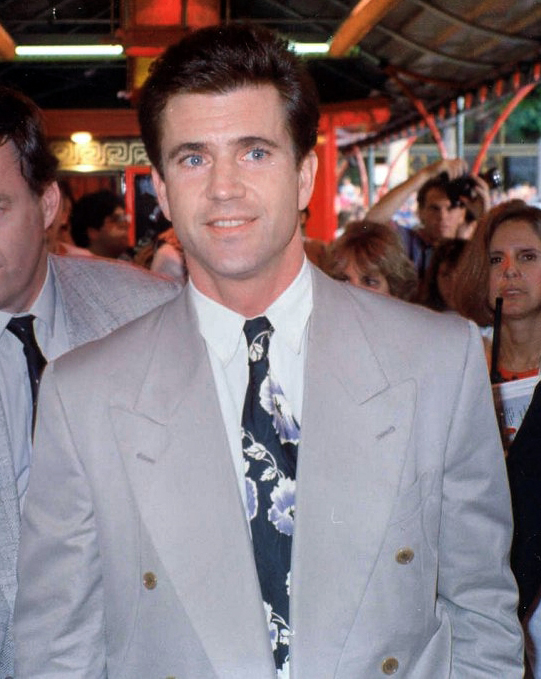
Mel Gibson gästade säsongspremiären.

| Nr   | Avsnitt                                 | Gästskådespelare | Karaktär                   |
| ---- | --------------------------------------- | ---------------- | -------------------------- |
| 1101 | Beyond Blunderdome                      | Jack Burns       | Edward Christian           |
| 1101 | Beyond Blunderdome                      | Marcia Wallace   | Edna Krabappel             |
| 1101 | Beyond Blunderdome                      | Mel Gibson       | Sig själv                  |
| 1102 | Brother's Little Helper                 | Marcia Wallace   | Edna Krabappel             |
| 1102 | Brother's Little Helper                 | Mark McGwire     | Sig själv                  |
| 1103 | Guess Who's Coming to Criticize Dinner? | Edward Asner     | Editor                     |
| 1103 | Guess Who's Coming to Criticize Dinner? | Marcia Wallace   | Edna Krabappel             |
| 1104 | Treehouse of Horror X                   | Dick Clark       | Sig själv                  |
| 1104 | Treehouse of Horror X                   | Frank Welker     | Ned Flanders som varulv    |
| 1104 | Treehouse of Horror X                   | Lucy Lawless     | Sig själv                  |
| 1104 | Treehouse of Horror X                   | Tom Arnold       | Sig själv                  |
| 1105 | E-I-E-I-(Annoyed Grunt)                 | Frank Welker     | Djur                       |
| 1105 | E-I-E-I-(Annoyed Grunt)                 | Marcia Wallace   | Edna Krabappel             |
| 1105 | E-I-E-I-(Annoyed Grunt)                 | The B-52's       | Sjunger "Glove Slap"       |
| 1106 | Hello Gutter, Hello Fadder              | Marcia Wallace   | Edna Krabappel             |
| 1106 | Hello Gutter, Hello Fadder              | Nancy O'Dell     | Sig själv                  |
| 1106 | Hello Gutter, Hello Fadder              | Pat O'Brien      | Sig själv                  |
| 1106 | Hello Gutter, Hello Fadder              | Penn Jillette    | Sig själv                  |
| 1106 | Hello Gutter, Hello Fadder              | Ron Howard       | Sig själv                  |
| 1106 | Hello Gutter, Hello Fadder              | Teller           | Sig själv                  |
| 1107 | Eight Misbehavin'                       | Butch Patrick    | Sig själv                  |
| 1107 | Eight Misbehavin'                       | Frank Welker     | Djur                       |
| 1107 | Eight Misbehavin'                       | Garry Marshall   | Larry Kidkill              |
| 1107 | Eight Misbehavin'                       | Jan Hooks        | Manjula Nahasapeemapetilon |
| 1107 | Eight Misbehavin'                       | Marcia Wallace   | Edna Krabappel             |
| 1108 | Take My Wife, Sleaze                    | Henry Winkler    | Ramrod                     |
| 1108 | Take My Wife, Sleaze                    | Jan Hooks        | Manjula Nahasapeemapetilon |
| 1108 | Take My Wife, Sleaze                    | John Goodman     | Meathook                   |
| 1108 | Take My Wife, Sleaze                    | Jay North        | Sig själv                  |
| 1108 | Take My Wife, Sleaze                    | Marcia Wallace   | Edna Krabappel             |
| 1108 | Take My Wife, Sleaze                    | NRBQ             | Sjunger                    |
| 1109 | Grift of the Magi                       | Clarence Clemons | Speaker                    |
| 1109 | Grift of the Magi                       | Gary Coleman     | Sig själv                  |
| 1109 | Grift of the Magi                       | Joe Mantegna     | Fat Tony                   |
| 1109 | Grift of the Magi                       | Marcia Wallace   | Edna Krabappel             |
| 1109 | Grift of the Magi                       | Tim Robbins      | Jim Hope                   |
| 1110 | Little Big Mom                          | Elwood Edwards   | Virtuell doktor            |
| 1110 | Little Big Mom                          | Marcia Wallace   | Edna Krabappel             |
| 1111 | Faith Off                               | Don Cheadle      | Brother Faith              |
| 1111 | Faith Off                               | Joe Mantegna     | Fat Tony                   |
| 1111 | Faith Off                               | Marcia Wallace   | Edna Krabappel             |
| 1112 | The Mansion Family                      | Britney Spears   | Sig själv                  |
| 1113 | Saddlesore Galactica                    | C.F. Turner      | Sig själv                  |
| 1113 | Saddlesore Galactica                    | Randy Bachman    | Sig själv                  |
| 1113 | Saddlesore Galactica                    | Trevor Denman    | Tävlingsspeaker            |
| 1114 | Alone Again, Natura-Diddily             | Frank Welker     | Papegoja                   |
| 1114 | Alone Again, Natura-Diddily             | Marcia Wallace   | Edna Krabappel             |
| 1114 | Alone Again, Natura-Diddily             | Shawn Colvin     | Rachel Jordan              |
| 1115 | Missionary: Impossible                  | Betty White      | Sig själv                  |
| 1116 | Pygmoelian                              | Marcia Wallace   | Edna Krabappel             |
| 1118 | Days of Wine and D'oh'ses               | Marcia Wallace   | Edna Krabappel             |
| 1119 | Kill the Alligator and Run              | Diedrich Bader   | Sheriff                    |
| 1119 | Kill the Alligator and Run              | Charlie Rose     | Sig själv                  |
| 1119 | Kill the Alligator and Run              | Joe C.           | Sig själv                  |
| 1119 | Kill the Alligator and Run              | Kid Rock         | Sig själv                  |
| 1119 | Kill the Alligator and Run              | Robert Evans     | Sig själv                  |
| 1120 | Last Tap Dance in Springfield           | Frank Welker     | Lejon                      |
| 1121 | It's a Mad, Mad, Mad, Mad Marge         | Marcia Wallace   | Edna Krabappel             |
| 1121 | It's a Mad, Mad, Mad, Mad Marge         | Parker Posey     | Becky                      |
| 1122 | Behind the Laughter                     | Gary Coleman     | Sig själv                  |
| 1122 | Behind the Laughter                     | Jim Forbes       | Speaker                    |
| 1122 | Behind the Laughter                     | Marcia Wallace   | Edna Krabappel             |
| 1122 | Behind the Laughter                     | Stephen Hawking  | Sig själv                  |
| 1122 | Behind the Laughter                     | Willie Nelson    | Sig själv                  |

## Säsong 12

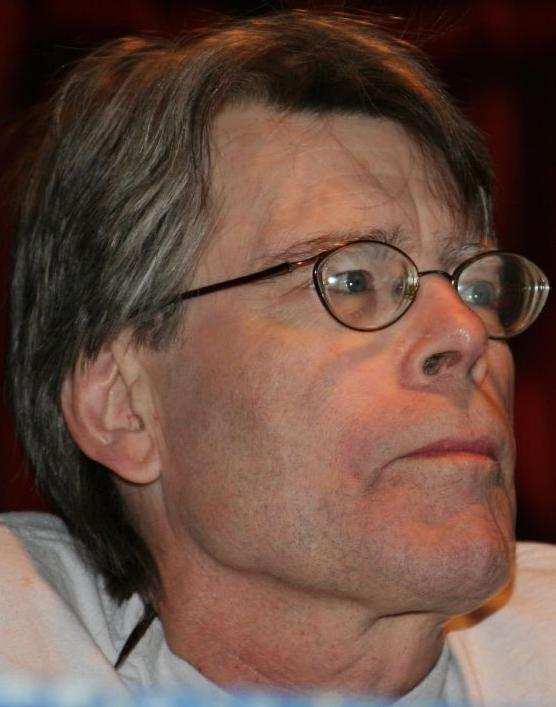
Stephen King gästade säsongens tredje avsnitt.

| Nr   | Avsnitt                        | Gästskådespelare | Karaktär                   |
| ---- | ------------------------------ | ---------------- | -------------------------- |
| 1202 | A Tale of Two Springfields     | Gary Coleman     | Sig själv                  |
| 1202 | A Tale of Two Springfields     | Frank Welker     | Badger                     |
| 1202 | A Tale of Two Springfields     | Marcia Wallace   | Edna Krabappel             |
| 1202 | A Tale of Two Springfields     | The Who          | Sig själva                 |
| 1203 | Insane Clown Poppy             | Amy Tan          | Sig själv                  |
| 1203 | Insane Clown Poppy             | Drew Barrymore   | Sophie                     |
| 1203 | Insane Clown Poppy             | Jay Mohr         | Christopher Walken         |
| 1203 | Insane Clown Poppy             | Joe Mantegna     | Fat Tony                   |
| 1203 | Insane Clown Poppy             | John Updike      | Sig själv                  |
| 1203 | Insane Clown Poppy             | Stephen King     | Sig själv                  |
| 1204 | Lisa the Tree Hugger           | Joshua Jackson   | Jesse Grass                |
| 1205 | Homer vs. Dignity              | Leeza Gibbons    | Sig själv                  |
| 1205 | Homer vs. Dignity              | Marcia Wallace   | Edna Krabappel             |
| 1206 | The Computer Wore Menace Shoes | Marcia Wallace   | Edna Krabappel             |
| 1206 | The Computer Wore Menace Shoes | Patrick McGoohan | Number Six                 |
| 1207 | The Great Money Caper          | Edward Norton    | Devon Bradley              |
| 1208 | Skinner's Sense of Snow        | Marcia Wallace   | Edna Krabappel             |
| 1210 | Pokey Mom                      | Bruce Vilanch    | Sig själv                  |
| 1210 | Pokey Mom                      | Charles Napier   | Warden                     |
| 1210 | Pokey Mom                      | Marcia Wallace   | Edna Krabappel             |
| 1210 | Pokey Mom                      | Michael Keaton   | Jack Crowley               |
| 1210 | Pokey Mom                      | Robert Schimmel  | Convict                    |
| 1211 | Worst Episode Ever             | Tom Savini       | Sig själv                  |
| 1212 | Tennis the Menace              | Andre Agassi     | Sig själv                  |
| 1212 | Tennis the Menace              | Marcia Wallace   | Edna Krabappel             |
| 1212 | Tennis the Menace              | Pete Sampras     | Sig själv                  |
| 1212 | Tennis the Menace              | Serena Williams  | Sig själv                  |
| 1212 | Tennis the Menace              | Venus Williams   | Sig själv                  |
| 1213 | Day of the Jackanapes          | Gary Coleman     | Sig själv                  |
| 1213 | Day of the Jackanapes          | Kelsey Grammer   | Sideshow Bob               |
| 1214 | New Kids on the Blecch         | 'N Sync          | Sig själva                 |
| 1215 | Hungry, Hungry Homer           | Marcia Wallace   | Edna Krabappel             |
| 1215 | Hungry, Hungry Homer           | Stacy Keach      | Howard K. Duff VIII        |
| 1216 | Bye Bye Nerdie                 | Jan Hooks        | Manjula Nahasapeemapetilon |
| 1216 | Bye Bye Nerdie                 | Kathy Griffin    | Francine                   |
| 1216 | Bye Bye Nerdie                 | Marcia Wallace   | Edna Krabappel             |
| 1217 | Simpson Safari                 | Frank Welker     | Djur                       |
| 1218 | Trilogy of Error               | Frankie Muniz    | Thelonius                  |
| 1218 | Trilogy of Error               | Joe Mantegna     | Fat Tony                   |
| 1219 | I'm Goin' to Praiseland        | Marcia Wallace   | Edna Krabappel             |
| 1219 | I'm Goin' to Praiseland        | Shawn Colvin     | Rachel Jordan              |
| 1221 | Simpsons Tall Tales            | Frank Welker     | Djur                       |
| 1221 | Simpsons Tall Tales            | Marcia Wallace   | Edna Krabappel             |

## Säsong 13

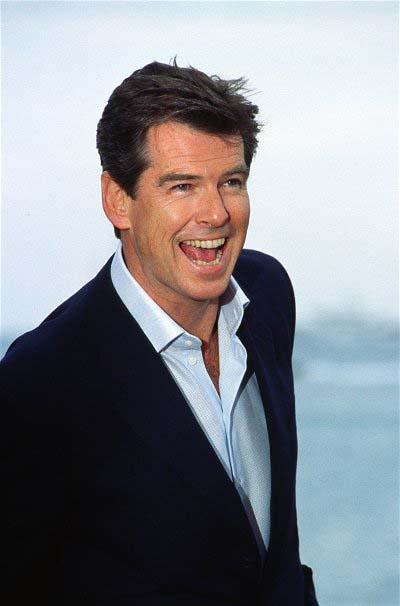
Pierce Brosnan gästade avsnittet "Treehouse of Horror XII".

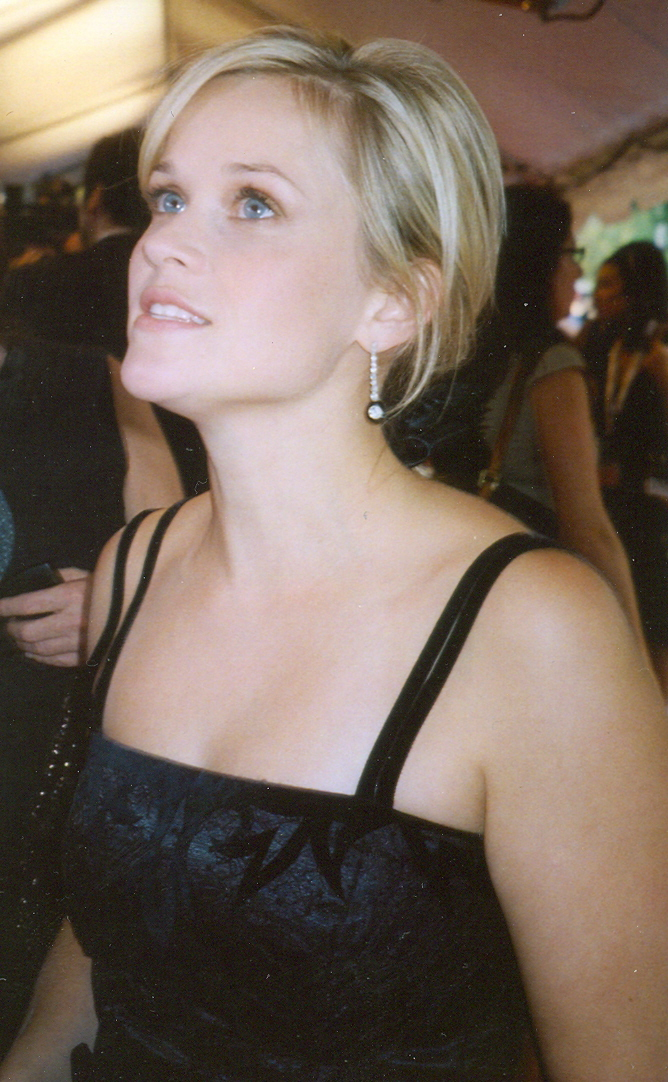
Reese Witherspoon gästade avsnittet "The Bart Wants What It Wants".

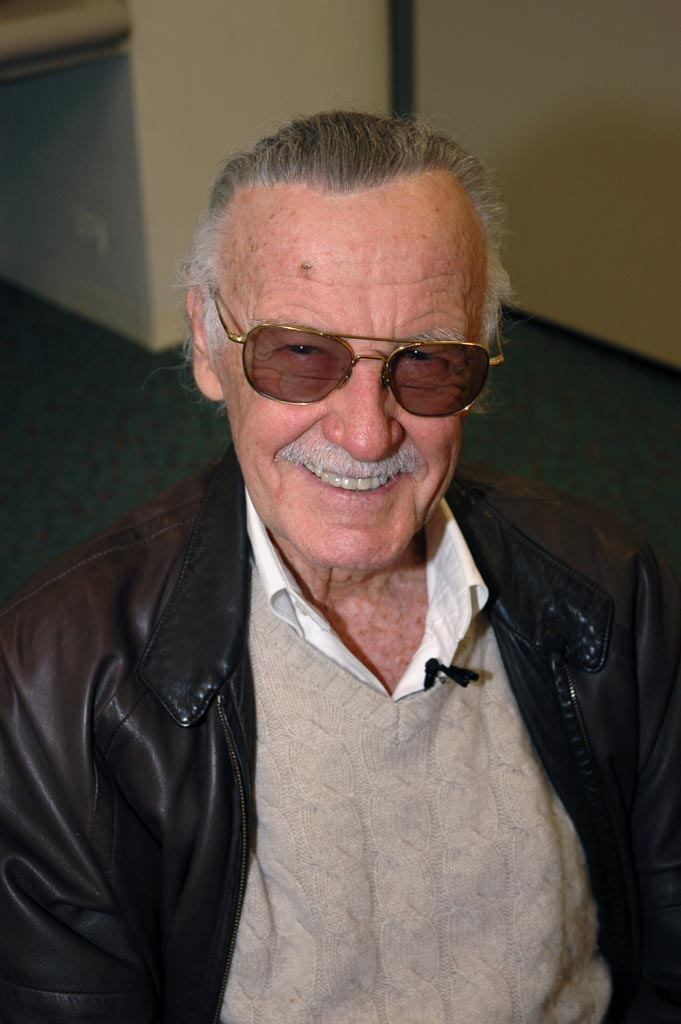
serietidningsförfattaren Stan Lee spelade sig själv i avsnittet "I Am Furious Yellow".

| Nr   | Avsnitt                      | Gästskådespelare    | Karaktär                             |
| ---- | ---------------------------- | ------------------- | ------------------------------------ |
| 1301 | Treehouse of Horror XII      | Marcia Wallace      | Edna Krabappel                       |
| 1301 | Treehouse of Horror XII      | Matthew Perry       | Ultrahouse's röst med Matthew Perry  |
| 1301 | Treehouse of Horror XII      | Pierce Brosnan      | Ultrahouse's röst med Pierce Brosnan |
| 1302 | The Parent Rap               | Jane Kaczmarek      | Constance Harm                       |
| 1302 | The Parent Rap               | Marcia Wallace      | Edna Krabappel                       |
| 1303 | Homer the Moe                | R.E.M.              | Sig själva                           |
| 1304 | A Hunka Hunka Burns in Love  | George Takei        | Waiter                               |
| 1304 | A Hunka Hunka Burns in Love  | Julia Louis-Dreyfus | Gloria                               |
| 1305 | The Blunder Years            | Joe Mantegna        | Fat Tony                             |
| 1305 | The Blunder Years            | Judith Owen         | Sig själv                            |
| 1305 | The Blunder Years            | Paul Newman         | Sig själv                            |
| 1306 | She of Little Faith          | Richard Gere        | Sig själv                            |
| 1307 | Brawl in the Family          | Delroy Lindo        | Gabriel                              |
| 1307 | Brawl in the Family          | Jane Kaczmarek      | Constance Harm                       |
| 1308 | Sweets and Sour Marge        | Ben Stiller         | Garth Motherloving                   |
| 1310 | Half-Decent Proposal         | Jon Lovitz          | Artie Ziff                           |
| 1310 | Half-Decent Proposal         | Marcia Wallace      | Edna Krabappel                       |
| 1311 | The Bart Wants What It Wants | Reese Witherspoon   | Greta Wolfcastle                     |
| 1311 | The Bart Wants What It Wants | Wolfgang Puck       | Sig själv                            |
| 1312 | The Lastest Gun in the West  | Dennis Weaver       | Buck McCoy                           |
| 1312 | The Lastest Gun in the West  | Frank Welker        | Hund                                 |
| 1313 | The Old Man and the Key      | Bill Saluga         | Ray J. Johnson                       |
| 1313 | The Old Man and the Key      | Olympia Dukakis     | Zelda                                |
| 1316 | Weekend at Burnsie's         | Phish               | Sig själva                           |
| 1317 | Gump Roast                   | Alec Baldwin        | Sig själv                            |
| 1317 | Gump Roast                   | Ed Asner            | Sig själv                            |
| 1317 | Gump Roast                   | Elizabeth Taylor    | Maggie Simpson                       |
| 1317 | Gump Roast                   | Elton John          | Sig själv                            |
| 1317 | Gump Roast                   | Joe Namath          | Sig själv                            |
| 1317 | Gump Roast                   | Kim Basinger        | Sig själv                            |
| 1317 | Gump Roast                   | Lucy Lawless        | Sig själv                            |
| 1317 | Gump Roast                   | N'Sync              | Sig själva                           |
| 1317 | Gump Roast                   | Stephen Hawking     | Sig själv                            |
| 1317 | Gump Roast                   | Ron Howard          | Sig själv                            |
| 1317 | Gump Roast                   | U2                  | Sig själva                           |
| 1318 | I Am Furious Yellow          | Marcia Wallace      | Edna Krabappel                       |
| 1318 | I Am Furious Yellow          | Stan Lee            | Sig själv                            |
| 1319 | The Sweetest Apu             | James Lipton        | Sig själv                            |
| 1320 | Little Girl in the Big Ten   | Robert Pinsky       | Sig själv                            |
| 1321 | The Frying Game              | Carmen Electra      | Sig själv                            |
| 1321 | The Frying Game              | Frances Sternhagen  | Mrs. Bellamy                         |
| 1322 | Papa's Got a Brand New Badge | Joe Mantegna        | Fat Tony                             |
| 1322 | Papa's Got a Brand New Badge | Marcia Wallace      | Edna Krabappel                       |

## Säsong 14

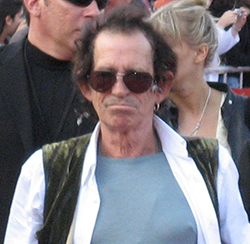
Keith Richards och fem andra musiker gästade avsnittet "How I Spent My Strummer Vacation".

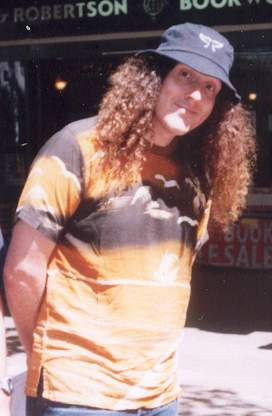
"Weird Al" Yankovic spelade sig själv i avsnittet "Three Gays of the Condo".

| Nr   | Avsnitt                           | Gästskådespelare       | Karaktär                   |
| ---- | --------------------------------- | ---------------------- | -------------------------- |
| 1402 | How I Spent My Strummer Vacation  | Brian Setzer           | Sig själv                  |
| 1402 | How I Spent My Strummer Vacation  | Elvis Costello         | Sig själv                  |
| 1402 | How I Spent My Strummer Vacation  | Keith Richards         | Sig själv                  |
| 1402 | How I Spent My Strummer Vacation  | Lenny Kravitz          | Sig själv                  |
| 1402 | How I Spent My Strummer Vacation  | Marcia Wallace         | Edna Krabappel             |
| 1402 | How I Spent My Strummer Vacation  | Mick Jagger            | Sig själv                  |
| 1402 | How I Spent My Strummer Vacation  | Tom Petty              | Sig själv                  |
| 1403 | Bart vs. Lisa vs. the Third Grade | Marcia Wallace         | Edna Krabappel             |
| 1403 | Bart vs. Lisa vs. the Third Grade | Tony Bennett           | Sig själv                  |
| 1404 | Large Marge                       | Adam West              | Batman                     |
| 1404 | Large Marge                       | Baha Men               | Sig själva                 |
| 1404 | Large Marge                       | Burt Ward              | Robin                      |
| 1404 | Large Marge                       | Jan Hooks              | Manjula Nahasapeemapetilon |
| 1404 | Large Marge                       | Marcia Wallace         | Edna Krabappel             |
| 1405 | Helter Shelter                    | David Lander           | Squiggy                    |
| 1405 | Helter Shelter                    | Larry Holmes           | Sig själv                  |
| 1406 | The Great Louse Detective         | Kelsey Grammer         | Sideshow Bob               |
| 1407 | Special Edna                      | Little Richard         | Sig själv                  |
| 1407 | Special Edna                      | Marcia Wallace         | Edna Krabappel             |
| 1408 | The Dad Who Knew Too Little       | Elliott Gould          | Sig själv                  |
| 1409 | Strong Arms of the Ma             | Pamela Reed            | Ruth Powers                |
| 1410 | Pray Anything                     | Lisa Leslie            | Sig själv                  |
| 1411 | Barting Over                      | Blink-182              | Sig själva                 |
| 1411 | Barting Over                      | Marcia Wallace         | Edna Krabappel             |
| 1411 | Barting Over                      | Jane Kaczmarek         | Constance Harm             |
| 1411 | Barting Over                      | Tony Hawk              | Sig själv                  |
| 1412 | I'm Spelling as Fast as I Can     | George Plimpton        | Sig själv                  |
| 1413 | A Star Is Born Again              | Helen Fielding         | Sig själv                  |
| 1413 | A Star Is Born Again              | James Brooks           | Sig själv                  |
| 1413 | A Star Is Born Again              | Marcia Wallace         | Edna Krabappel             |
| 1413 | A Star Is Born Again              | Marisa Tomei           | Sara Sloane                |
| 1414 | Mr. Spritz Goes to Washington     | Joe Mantegna           | Fat Tony                   |
| 1416 | 'Scuse Me While I Miss the Sky    | Eric Idle              | Declan Desmond             |
| 1416 | 'Scuse Me While I Miss the Sky    | Joe Mantegna           | Fat Tony                   |
| 1416 | 'Scuse Me While I Miss the Sky    | Marcia Wallace         | Edna Krabappel             |
| 1418 | Dude, Where's My Ranch?           | David Byrne            | Sig själv                  |
| 1417 | Three Gays of the Condo           | Scott Thompson         | Grady                      |
| 1417 | Three Gays of the Condo           | "Weird Al" Yankovic    | Sig själv                  |
| 1418 | Dude, Where's My Ranch?           | Andy Serkis            | Cleanie                    |
| 1418 | Dude, Where's My Ranch?           | David Byrne            | Sig själv                  |
| 1418 | Dude, Where's My Ranch?           | Jonathan Taylor Thomas | Luke Stetson               |
| 1419 | Old Yeller Belly                  | Stacy Keach            | Howard K. Duff VIII        |
| 1420 | Brake My Wife, Please             | Jackson Browne         | Sig själv                  |
| 1420 | Brake My Wife, Please             | Jane Kaczmarek         | Constance Harm             |
| 1420 | Brake My Wife, Please             | Marcia Wallace         | Edna Krabappel             |
| 1420 | Brake My Wife, Please             | Steve Buscemi          | Sig själv                  |
| 1422 | Moe Baby Blues                    | Joe Mantegna           | Fat Tony                   |

## Säsong 15

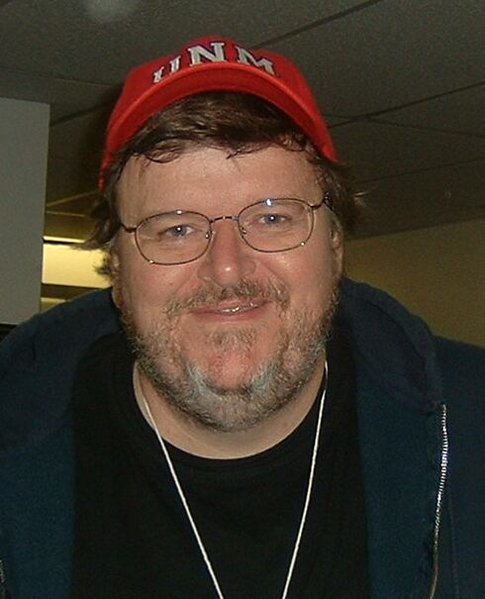
Filmregissören Michael Moore.

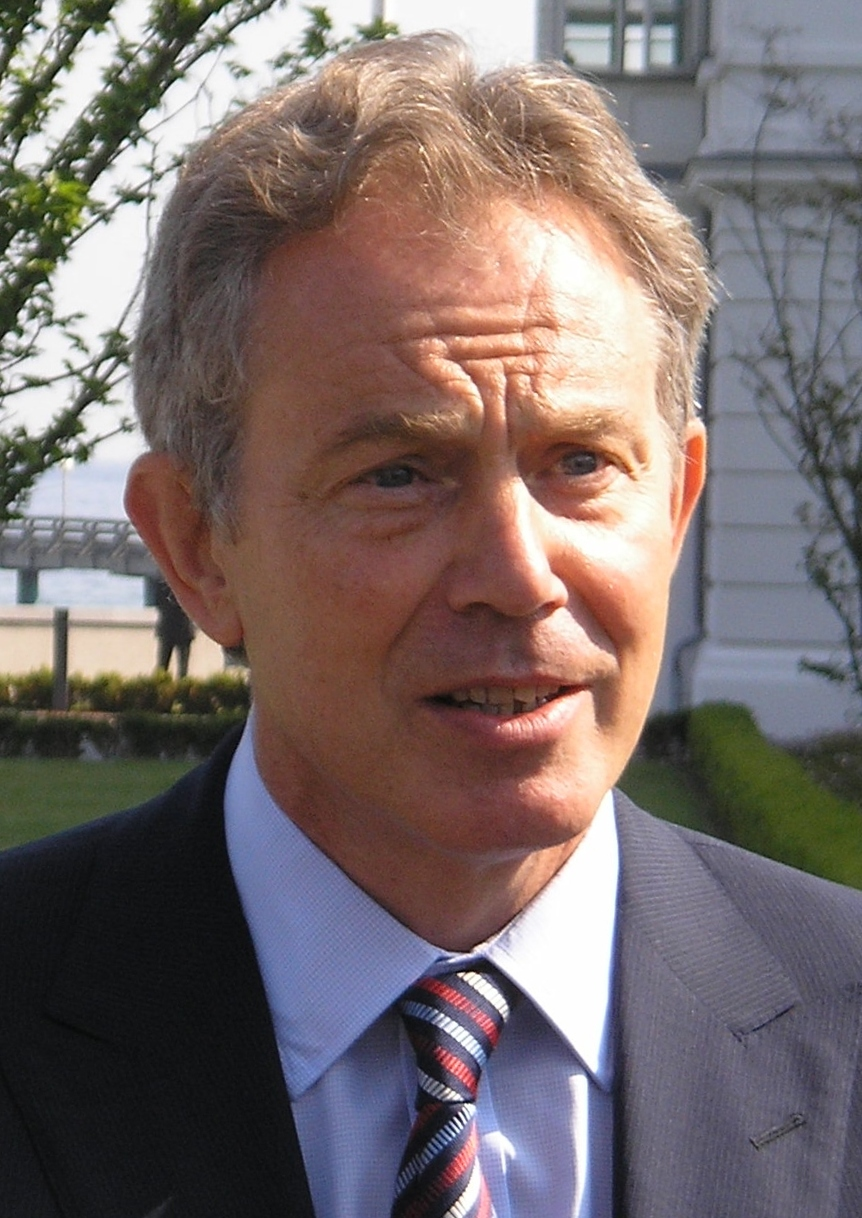
Tony Blair blev den förste regeringschef att gästa Simpsons.

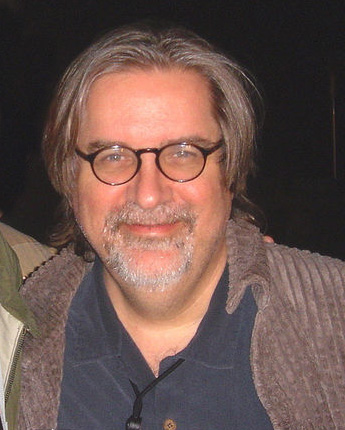
Matt Groening, skaparen av Simpsons, gästade avsnittet "My Big Fat Geek Wedding".

| Nr   | Avsnitt                                                           | Gästskådespelare      | Karaktär                                                                          |
| ---- | ----------------------------------------------------------------- | --------------------- | --------------------------------------------------------------------------------- |
| 1501 | Treehouse of Horror XIV                                           | Dudley R. Herschbach  | Sig själv                                                                         |
| 1501 | Treehouse of Horror XIV                                           | Jennifer Garner       | Sig själv                                                                         |
| 1501 | Treehouse of Horror XIV                                           | Jerry Lewis           | Professor John Frink Sr.                                                          |
| 1501 | Treehouse of Horror XIV                                           | Oscar De La Hoya      | Sig själv                                                                         |
| 1502 | My Mother the Carjacker                                           | Glenn Close           | Mona Simpson                                                                      |
| 1503 | The President Wore Pearls                                         | Marcia Wallace        | Edna Krabappel                                                                    |
| 1503 | The President Wore Pearls                                         | Michael Moore         | Sig själv                                                                         |
| 1504 | The Regina Monologues                                             | Evan Marriott         | Sig själv                                                                         |
| 1504 | The Regina Monologues                                             | Sir Ian McKellen      | Sig själv                                                                         |
| 1504 | The Regina Monologues                                             | Jane Leeves           | Edwina Winston                                                                    |
| 1504 | The Regina Monologues                                             | J. K. Rowling         | Sig själv                                                                         |
| 1504 | The Regina Monologues                                             | Tony Blair            | Sig själv                                                                         |
| 1505 | The Fat and the Furriest                                          | Charles Napier        | Grant Conor                                                                       |
| 1506 | Today I Am a Clown                                                | Jackie Mason          | Hyman Krustofski                                                                  |
| 1506 | Today I Am a Clown                                                | Mr. T                 | Sig själv                                                                         |
| 1508 | Marge vs. Singles, Seniors, Childless Couples and Teens, and Gays | Marcia Wallace        | Edna Krabappel                                                                    |
| 1510 | Diatribe of a Mad Housewife                                       | Ashley Olsen          | Sig själv                                                                         |
| 1510 | Diatribe of a Mad Housewife                                       | Mary-Kate Olsen       | Sig själv                                                                         |
| 1510 | Diatribe of a Mad Housewife                                       | Thomas Pynchon        | Sig själv                                                                         |
| 1510 | Diatribe of a Mad Housewife                                       | Tom Clancy            | Sig själv                                                                         |
| 1512 | Milhouse Doesn't Live Here Anymore                                | Dick Tufeld           | Robot från Lost in Space                                                          |
| 1512 | Milhouse Doesn't Live Here Anymore                                | Isabel Sanford        | Sig själv                                                                         |
| 1512 | Milhouse Doesn't Live Here Anymore                                | Marcia Wallace        | Edna Krabappel                                                                    |
| 1512 | Milhouse Doesn't Live Here Anymore                                | Nick Bakay            | Salem Saberhagen                                                                  |
| 1512 | Milhouse Doesn't Live Here Anymore                                | William Daniels       | K.I.T.T.                                                                          |
| 1513 | Smart and Smarter                                                 | Simon Cowell          | Henry                                                                             |
| 1514 | The Ziff Who Came to Dinner                                       | Jon Lovitz            | Aristotle Amadopoulis Artie Ziff Jay Sherman Llewelyn Sinclair Professor Lombardo |
| 1515 | Co-Dependent's Day                                                | Brave Combo           | Sig själva                                                                        |
| 1516 | The Wandering Juvie                                               | Charles Napier        | Warden                                                                            |
| 1516 | The Wandering Juvie                                               | Jane Kaczmarek        | Constance Harm                                                                    |
| 1516 | The Wandering Juvie                                               | Marcia Wallace        | Edna Krabappel                                                                    |
| 1516 | The Wandering Juvie                                               | Sarah Michelle Gellar | Gina Vendetti                                                                     |
| 1517 | My Big Fat Geek Wedding                                           | Marcia Wallace        | Edna Krabappel                                                                    |
| 1517 | My Big Fat Geek Wedding                                           | Matt Groening         | Sig själv                                                                         |
| 1519 | Simple Simpson                                                    | Nichelle Nichols      | Sig själv                                                                         |
| 1521 | Bart-Mangled Banner                                               | Marcia Wallace        | Edna Krabappel                                                                    |

## Säsong 16

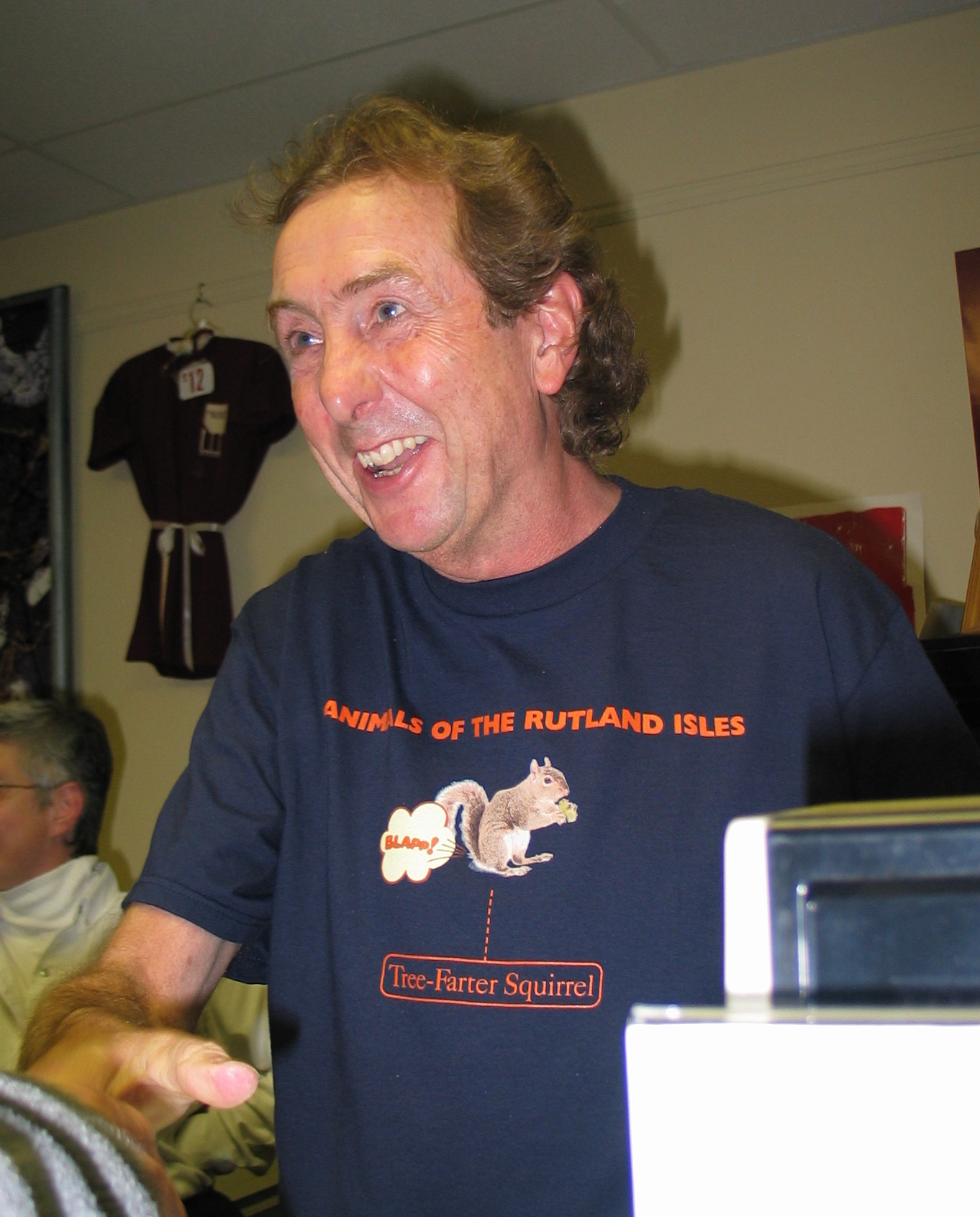
Eric Idle spelade Declan Desmond för andra gången i säsong 16.

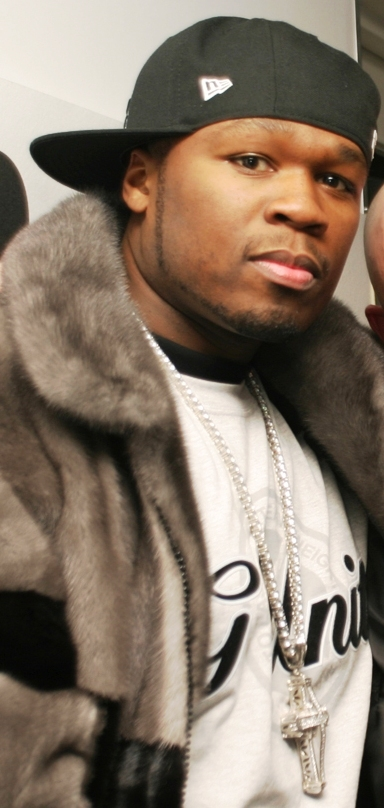
Rapparen 50 Cent gästade Simpsons som sig själv.

| Nr   | Avsnitt                                      | Gästskådespelare | Karaktär                       |
| ---- | -------------------------------------------- | ---------------- | ------------------------------ |
| 1602 | All's Fair in Oven War                       | James Caan       | Sig själv                      |
| 1602 | All's Fair in Oven War                       | Marcia Wallace   | Edna Krabappel                 |
| 1602 | All's Fair in Oven War                       | Thomas Pynchon   | Sig själv                      |
| 1603 | Sleeping with the Enemy                      | Marcia Wallace   | Edna Krabappel                 |
| 1604 | She Used to Be My Girl                       | Kim Cattrall     | Chloe Talbot                   |
| 1605 | Fat Man and Little Boy                       | Eric Idle        | Declan Desmond                 |
| 1608 | Homer and Ned's Hail Mary Pass               | LeBron James     | Sig själv                      |
| 1608 | Homer and Ned's Hail Mary Pass               | Michelle Kwan    | Sig själv                      |
| 1608 | Homer and Ned's Hail Mary Pass               | Tom Brady        | Sig själv                      |
| 1608 | Homer and Ned's Hail Mary Pass               | Warren Sapp      | Sig själv                      |
| 1608 | Homer and Ned's Hail Mary Pass               | Yao Ming         | Sig själv                      |
| 1609 | Pranksta Rap                                 | 50 Cent          | Sig själv                      |
| 1610 | There's Something About Marrying             | Marcia Wallace   | Edna Krabappel                 |
| 1611 | On a Clear Day I Can't See My Sister         | Gary Busey       | Sig själv                      |
| 1611 | On a Clear Day I Can't See My Sister         | Jane Kaczmarek   | Constance Harm                 |
| 1611 | On a Clear Day I Can't See My Sister         | Marcia Wallace   | Edna Krabappel                 |
| 1612 | Goo Goo Gai Pan                              | Lucy Liu         | Madam Wu                       |
| 1612 | Goo Goo Gai Pan                              | Robert Wagner    | Sig själv                      |
| 1614 | The Seven-Beer Snitch                        | Charles Napier   | Officer Krackney               |
| 1614 | The Seven-Beer Snitch                        | Frank Gehry      | Sig själv                      |
| 1614 | The Seven-Beer Snitch                        | Joe Mantegna     | Fat Tony                       |
| 1615 | Future-Drama                                 | Amy Poehler      | Jenda                          |
| 1615 | Future-Drama                                 | John DiMaggio    | Bender                         |
| 1615 | Future-Drama                                 | Marcia Wallace   | Edna Krabappel                 |
| 1616 | Don't Fear the Roofer                        | Ray Romano       | Ray Magini                     |
| 1616 | Don't Fear the Roofer                        | Stephen Hawking  | Sig själv                      |
| 1617 | The Heartbroke Kid                           | A. Brooks        | Tab Spangler                   |
| 1617 | The Heartbroke Kid                           | Marcia Wallace   | Edna Krabappel                 |
| 1618 | A Star Is Torn                               | Fantasia Barrino | Clarissa Wellington            |
| 1619 | Thank God, It's Doomsday                     | Baha Men         | Sjunger "Who Wants a Haircut?" |
| 1619 | Thank God, It's Doomsday                     | Los Lobos        | Sig själva                     |
| 1620 | Home Away from Homer                         | Jason Bateman    | Sig själv                      |
| 1621 | The Father, the Son, and the Holy Guest Star | Liam Neeson      | Father Sean                    |
| 1621 | The Father, the Son, and the Holy Guest Star | Marcia Wallace   | Edna Krabappel                 |

## Säsong 17

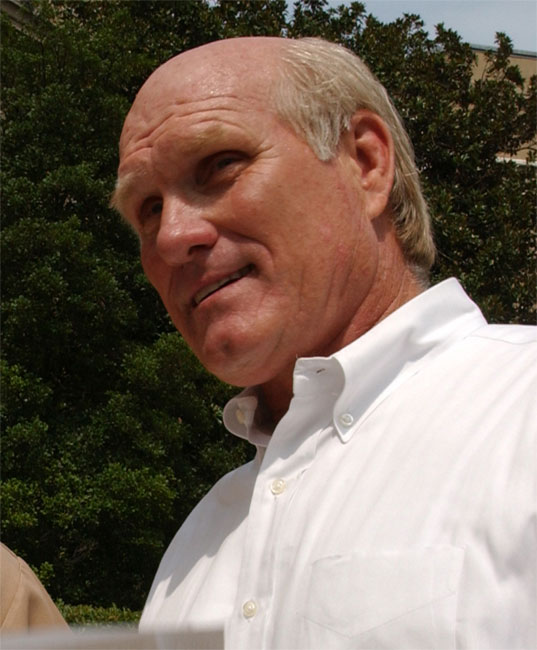
"Treehouse of Horror XVI" blev gästat av Terry Bradshaw.

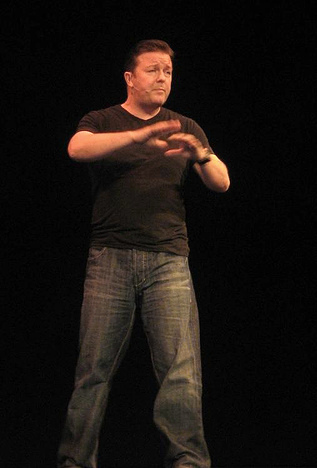
Ricky Gervais var manusförfattare och gästskådespelare till "Homer Simpson, This is Your Wife".

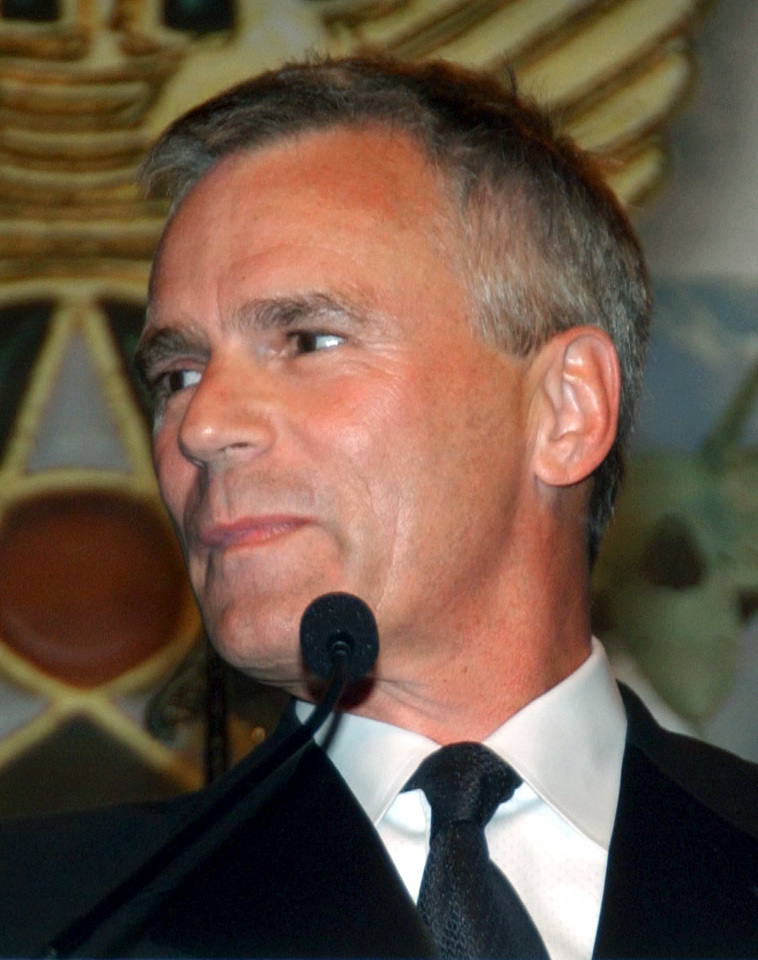
Säsong 17 gästades bland annat av Richard Dean Anderson.

| Nr   | Avsnitt                            | Gästskådespelare       | Karaktär           |
| ---- | ---------------------------------- | ---------------------- | ------------------ |
| 1701 | Bonfire of the Manatees            | Alec Baldwin           | Caleb Thorn        |
| 1701 | Bonfire of the Manatees            | Joe Mantegna           | Fat Tony           |
| 1704 | Treehouse of Horror XVI            | Dennis Rodman          | Sig själv          |
| 1704 | Treehouse of Horror XVI            | Terry Bradshaw         | Sig själv          |
| 1707 | The Last of the Red Hat Mamas      | Lily Tomlin            | Tammy              |
| 1708 | The Italian Bob                    | Kelsey Grammer         | Sideshow Bob       |
| 1708 | The Italian Bob                    | Marcia Wallace         | Edna Krabappel     |
| 1708 | The Italian Bob                    | Maria Grazia Cucinotta | Francessa          |
| 1710 | Homer's Paternity Coot             | Joe Frazier            | Sig själv          |
| 1710 | Homer's Paternity Coot             | Michael York           | Mason Fairbanks    |
| 1710 | Homer's Paternity Coot             | William H. Macy        | Sig själv          |
| 1711 | We're on the Road to D'ohwhere     | Marcia Wallace         | Edna Krabappel     |
| 1712 | My Fair Laddy                      | Marcia Wallace         | Edna Krabappel     |
| 1713 | The Seemingly Never-Ending Story   | Marcia Wallace         | Edna Krabappel     |
| 1713 | The Seemingly Never-Ending Story   | Maurice LaMarche       | Commander McBragg  |
| 1714 | Bart Has Two Mommies               | Antonio Fargas         | Huggy Bear         |
| 1714 | Bart Has Two Mommies               | Dave Thomas            | Bob Hope           |
| 1714 | Bart Has Two Mommies               | Susan Sarandon         | Sig själv          |
| 1714 | Bart Has Two Mommies               | Randy Johnson          | Sig själv          |
| 1715 | Homer Simpson, This Is Your Wife   | Marcia Wallace         | Edna Krabappel     |
| 1715 | Homer Simpson, This Is Your Wife   | Ricky Gervais          | Charles Heathbar   |
| 1716 | Million Dollar Abie                | Rob Reiner             | Sig själv          |
| 1717 | Kiss Kiss, Bang Bangalore          | Richard Dean Anderson  | Sig själv          |
| 1719 | Girls Just Want to Have Sums       | Frances McDormand      | Melanie Upfoot     |
| 1719 | Girls Just Want to Have Sums       | Marcia Wallace         | Edna Krabappel     |
| 1720 | Regarding Margie                   | Gene Tenace            | Sig själv          |
| 1720 | Regarding Margie                   | Marcia Wallace         | Edna Krabappel     |
| 1720 | Regarding Margie                   | Sal Bando              | Sig själv          |
| 1721 | The Monkey Suit                    | Larry Hagman           | Wallace Brady      |
| 1721 | The Monkey Suit                    | Melanie Griffith       | Sig själv          |
| 1722 | Marge and Homer Turn a Couple Play | Mandy Moore            | Tabitha Vixx       |
| 1722 | Marge and Homer Turn a Couple Play | Stacy Keach            | Howard K. Duff VII |

## Säsong 18

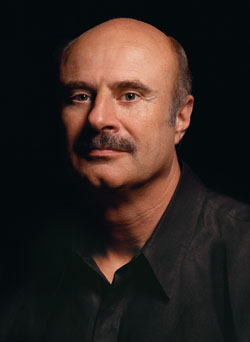
Dr. Phil McGraw gästade avsnittet "Treehouse of Horror XVII".

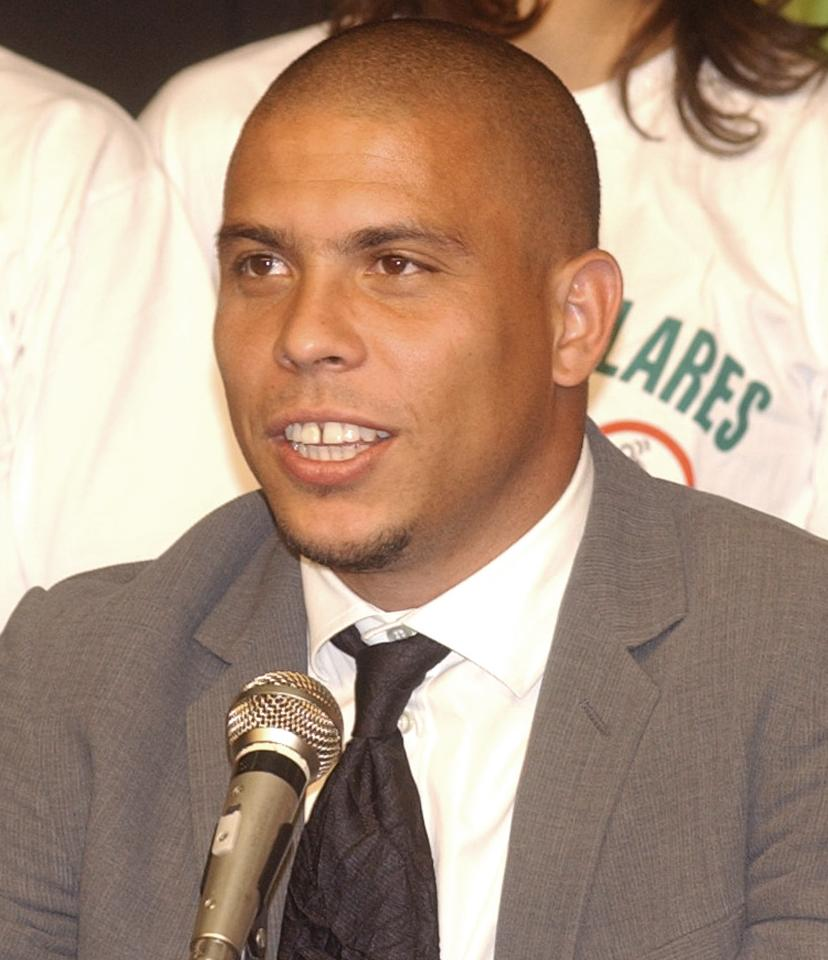
Ronaldo var den förste fotbollsspelaren att gästa Simpsons.

| Nr   | Avsnitt                                    | Gästskådespelare             | Karaktär                    |
| ---- | ------------------------------------------ | ---------------------------- | --------------------------- |
| 1801 | The Mook, the Chef, the Wife and Her Homer | Joe Mantegna                 | Fat Tony                    |
| 1801 | The Mook, the Chef, the Wife and Her Homer | Joe Pantoliano               | Dante Calabresis            |
| 1801 | The Mook, the Chef, the Wife and Her Homer | Metallica                    | Sig själva                  |
| 1801 | The Mook, the Chef, the Wife and Her Homer | Michael Imperioli            | Dante Calabresis Jr.        |
| 1802 | Jazzy and the Pussycats                    | Jack White                   | Sig själva                  |
| 1802 | Jazzy and the Pussycats                    | Meg White                    | Sig själva                  |
| 1804 | Treehouse of Horror XVII                   | Fran Drescher                | Kvinnlig Golem              |
| 1804 | Treehouse of Horror XVII                   | Marcia Wallace               | Edna Krabappel              |
| 1804 | Treehouse of Horror XVII                   | Maurice LaMarche             | Orson Welles                |
| 1804 | Treehouse of Horror XVII                   | Dr. Phil McGraw              | Sig själv                   |
| 1804 | Treehouse of Horror XVII                   | Richard Lewis                | Manlig Golem                |
| 1804 | Treehouse of Horror XVII                   | Sir Mix-a-Lot                | Sjunger "Baby Likes Fat"    |
| 1805 | G.I. (Annoyed Grunt)                       | Kiefer Sutherland            | Arméöversten                |
| 1805 | G.I. (Annoyed Grunt)                       | Maurice LaMarche             | Assistent till arméöversten |
| 1805 | Moe'N'a Lisa                               | Gore Vidal                   | Sig själv                   |
| 1806 | Moe'N'a Lisa                               | J. K. Simmons                | J. Jonah Jameson            |
| 1806 | Moe'N'a Lisa                               | Jonathan Franzen             | Sig själv                   |
| 1806 | Moe'N'a Lisa                               | Michael Chabon               | Sig själv                   |
| 1805 | Moe'N'a Lisa                               | Tom Wolfe                    | Sig själv                   |
| 1809 | Kill Gil, Volumes I & II                   | Elvis Stojko                 | Sig själv                   |
| 1810 | The Wife Aquatic                           | Maurice LaMarche             | Billy                       |
| 1810 | The Wife Aquatic                           | Sab Shimono                  | Japansk fiskförsäljare      |
| 1812 | Little Big Girl                            | Natalie Portman              | Darcy                       |
| 1813 | Springfield Up                             | Eric Idle                    | Declan Desmond              |
| 1814 | Yokel Chords                               | Andy Dick                    | Sig själv                   |
| 1814 | Yokel Chords                               | James Patterson              | Sig själv                   |
| 1814 | Yokel Chords                               | Marcia Wallace               | Edna Krabappel              |
| 1814 | Yokel Chords                               | Meg Ryan                     | Dr. Stacy Swanson           |
| 1814 | Yokel Chords                               | Peter Bogdanovich            | Psykolog                    |
| 1814 | Yokel Chords                               | Stephen Sondheim             | Sig själv                   |
| 1815 | Rome-old and Juli-eh                       | Jane Kaczmarek               | Constance Harm              |
| 1816 | Homerazzi                                  | Betty White                  | Sig själv                   |
| 1816 | Homerazzi                                  | J. K. Simmons                | Nyhetsredaktör              |
| 1816 | Homerazzi                                  | Jon Lovitz                   | Enrico Irriazio             |
| 1817 | Marge Gamer                                | Marcia Wallace               | Edna Krabappel              |
| 1817 | Marge Gamer                                | Ronaldo Luiz Nazário de Lima | Sig själv                   |
| 1820 | Stop or My Dog Will Shoot                  | Marcia Wallace               | Edna Krabappel              |
| 1820 | Stop or My Dog Will Shoot                  | Maurice LaMarche             | Horn stuffer                |
| 1820 | Stop or My Dog Will Shoot                  | Rudy Giuliani                | Sig själv                   |
| 1820 | Stop or My Dog Will Shoot                  | Stephen Hawking              | Sig själv                   |
| 1821 | 24 Minutes                                 | Mary Lynn Rajskub            | Chloe O'Brian               |
| 1821 | 24 Minutes                                 | Kiefer Sutherland            | Jack Bauer                  |
| 1822 | You Kent Always Say What You Want          | Chris "Ludacris" Bridges     | Sig själv                   |
| 1822 | You Kent Always Say What You Want          | Maurice LaMarche             | Fox announcer               |

## Säsong 19

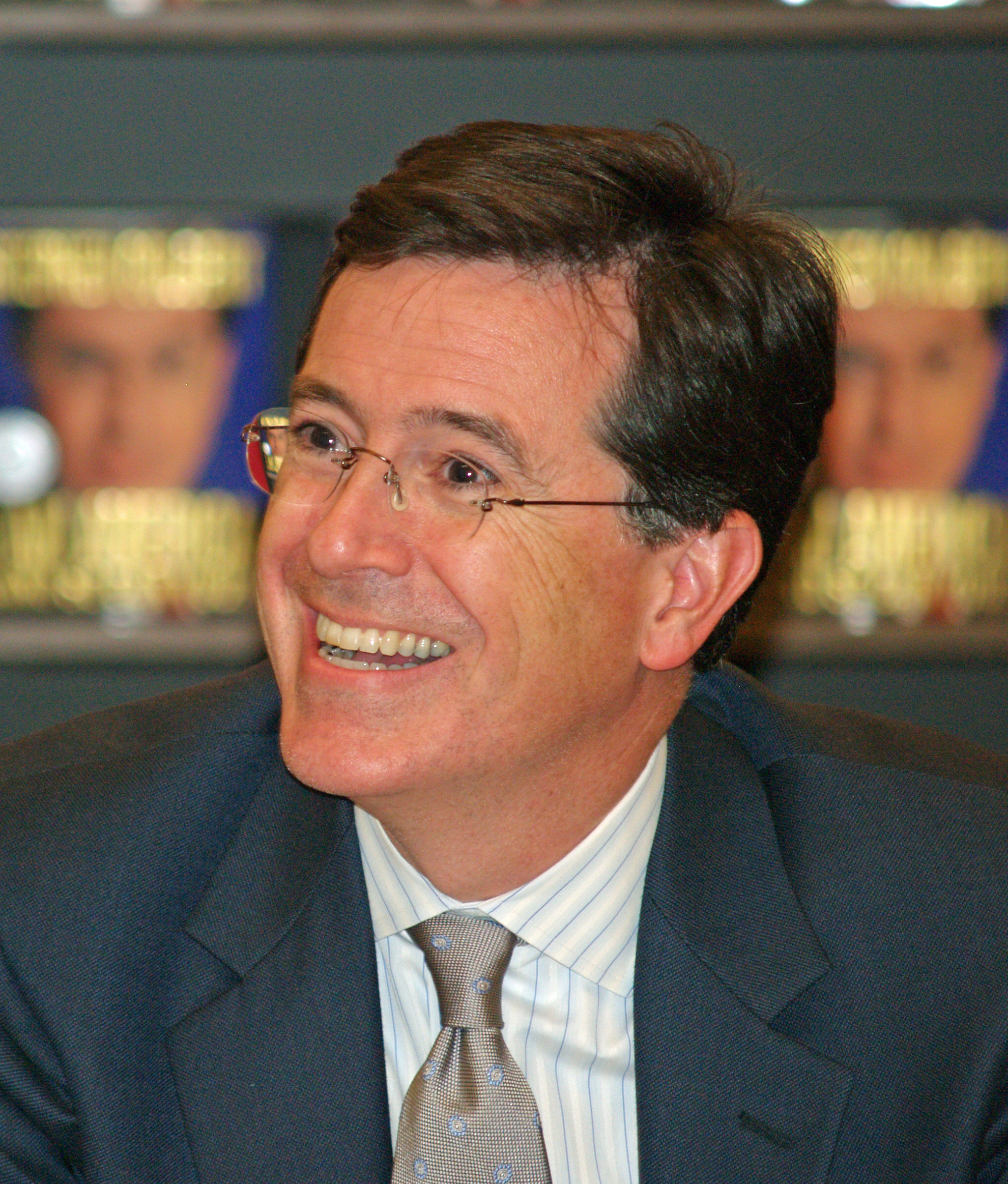
Stephen Colbert gästade i säsongspremiären.

| Nr   | Avsnitt                                     | Gästskådespelare    | Karaktär                    |
| ---- | ------------------------------------------- | ------------------- | --------------------------- |
| 1901 | He Loves to Fly and He D'ohs                | Lionel Richie       | Sig själv                   |
| 1901 | He Loves to Fly and He D'ohs                | Stephen Colbert     | Colby Kraus                 |
| 1902 | Homer of Seville                            | Maya Rudolph        | Julia                       |
| 1902 | Homer of Seville                            | Plácido Domingo     | Sig själv                   |
| 1903 | Midnight Towboy                             | Matt Dillon         | Louie                       |
| 1904 | I Don't Wanna Know Why the Caged Bird Sings | Steve Buscemi       | Dwight David Diddlehoffer   |
| 1904 | I Don't Wanna Know Why the Caged Bird Sings | Julia Louis-Dreyfus | Gloria                      |
| 1904 | I Don't Wanna Know Why the Caged Bird Sings | Ted Nugent          | Sig själv                   |
| 1905 | Treehouse of Horror XVIII                   | Maurice LaMarche    | Government official         |
| 1907 | Husbands and Knives                         | Alan Moore          | Sig själv                   |
| 1907 | Husbands and Knives                         | Art Spiegelman      | Sig själv                   |
| 1907 | Husbands and Knives                         | Daniel Clowes       | Sig själv                   |
| 1907 | Husbands and Knives                         | Jack Black          | Milo                        |
| 1907 | Husbands and Knives                         | Maurice LaMarche    | Jock                        |
| 1908 | Funeral for a Fiend                         | David Hyde Pierce   | Cecil Terwilliger           |
| 1908 | Funeral for a Fiend                         | John Mahoney        | Dr. Robert Terwilliger, Sr. |
| 1908 | Funeral for a Fiend                         | Keith Olbermann     | Sig själv                   |
| 1908 | Funeral for a Fiend                         | Kelsey Grammer      | Sideshow Bob                |
| 1910 | E Pluribus Wiggum                           | Dan Rather          | Sig själv                   |
| 1910 | E Pluribus Wiggum                           | Jon Stewart         | Sig själv                   |
| 1911 | That 90's Show                              | Kurt Loder          | Sig själv                   |
| 1911 | That 90's Show                              | "Weird Al" Yankovic | Sig själv                   |
| 1913 | The Debarted                                | Marcia Wallace      | Edna Krabappel              |
| 1913 | The Debarted                                | Terry Gross         | Sig själv                   |
| 1913 | The Debarted                                | Topher Grace        | Donny                       |
| 1914 | Dial 'N' for Nerder                         | Marcia Wallace      | Edna Krabappel              |
| 1916 | Papa Don't Leech                            | Beverly D'Angelo    | Lurleen Lumpkin             |
| 1916 | Papa Don't Leech                            | The Dixie Chicks    | Sig själva                  |
| 1917 | Apocalypse Cow                              | Zooey Deschanel     | Mary Spuckler               |
| 1918 | Any Given Sundance                          | Jim Jarmusch        | Sig själv                   |
| 1918 | Any Given Sundance                          | John C. Reilly      | Sig själv                   |
| 1919 | Mona Leaves-a                               | Glenn Close         | Mona Simpson                |
| 1919 | Mona Leaves-a                               | Lance Armstrong     | Sig själv                   |
| 1920 | All About Lisa                              | Drew Carey          | Sig själv                   |

## Säsong 20

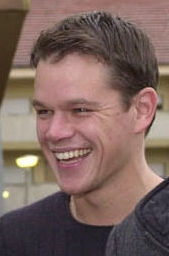
Matt Damon medverkar i "Lost Verizon".

| Nr   | Avsnitt                             | Gästskådespelare                        | Karaktär             |
| ---- | ----------------------------------- | --------------------------------------- | -------------------- |
| 2001 | Sex, Pies and Idiot Scrapes         | Joe Mantegna                            | Fat Tony             |
| 2001 | Sex, Pies and Idiot Scrapes         | Julia Louis-Dreyfus                     | Gloria               |
| 2001 | Sex, Pies and Idiot Scrapes         | Robert Forster                          | Lucky Jim            |
| 2002 | Lost Verizon                        | Brian Grazer                            | Sig själv            |
| 2002 | Lost Verizon                        | Denis Leary                             | Sig själv            |
| 2003 | Double, Double, Boy in Trouble      | Joe Montana                             | Sig själv            |
| 2004 | Treehouse of Horror XIX             | Marcia Wallace (Macabre Marcia Wallace) | Edna Krabappel       |
| 2005 | Dangerous Curves                    | Maurice LaMarche                        | Admiral Crunchy      |
| 2006 | Homer and Lisa Exchange Cross Words | Marcia Wallace                          | Edna Krabappel       |
| 2006 | Homer and Lisa Exchange Cross Words | Merl Reagle                             | Sig själv            |
| 2006 | Homer and Lisa Exchange Cross Words | Scott Thompson                          | Grady                |
| 2006 | Homer and Lisa Exchange Cross Words | Will Shortz                             | Sig själv            |
| 2007 | Mypods and Boomsticks               | Shohreh Aghdashloo                      | Mina bin Laden       |
| 2008 | The Burns and the Bees              | Jeff Bezos                              | Sig själv            |
| 2008 | The Burns and the Bees              | Mark Cuban                              | Sig själv            |
| 2008 | The Burns and the Bees              | Marv Albert                             | Sig själv            |
| 2009 | Lisa the Drama Queen                | Emily Blunt                             | Juliet Hobbes        |
| 2009 | Lisa the Drama Queen                | Fall Out Boy                            | Sig själva           |
| 2010 | Take My Life, Please                | Marcia Wallace                          | Edna Krabappel       |
| 2011 | How the Test Was Won                | Marcia Wallace                          | Edna Krabappel       |
| 2012 | No Loan Again, Naturally            | Marcia Wallace                          | Edna Krabappel       |
| 2012 | No Loan Again, Naturally            | Maurice LaMarche                        | Robert D. Eisenhower |
| 2013 | Gone Maggie Gone                    | Ed Begley Jr.                           | Sig själv            |
| 2014 | In the Name of the Grandfather      | Colm Meaney                             | Tom O'Flanagan       |
| 2014 | In the Name of the Grandfather      | Glen Hansard                            | Gatumusikant         |
| 2014 | In the Name of the Grandfather      | Marcia Wallace                          | Edna Krabappel       |
| 2014 | In the Name of the Grandfather      | Markéta Irglová                         | Östeuropeisk kvinna  |
| 2015 | Wedding for Disaster                | Kelsey Grammer                          | Sideshow Bob         |
| 2017 | The Good, the Sad and the Drugly    | Anne Hathaway                           | Jenny                |
| 2018 | Father Knows Worst                  | Marcia Wallace                          | Edna Krabappel       |
| 2019 | Waverly Hills 9-0-2-1-D'oh          | Ellen Page                              | Alaska Nebraska      |
| 2019 | Waverly Hills 9-0-2-1-D'oh          | Maurice LaMarche                        | City Inspector       |
| 2019 | Waverly Hills 9-0-2-1-D'oh          | Marcia Wallace                          | Edna Krabappel       |
| 2020 | Four Great Women and a Manicure     | Jodie Foster                            | Maggie Roark         |

## Säsong 21
| Nr   | Avsnitt                         | Gästskådespelare                        | Karaktär              |
| ---- | ------------------------------- | --------------------------------------- | --------------------- |
| 2101 | Homer the Whopper               | Kevin Michael Richardson                | Säkerhetsvakt         |
| 2101 | Homer the Whopper               | Matt Groening                           | Sig själv             |
| 2101 | Homer the Whopper               | Rogen Seth                              | Lyle McCarthy         |
| 2102 | Bart Gets a 'Z's                | Marcia Wallace (Macabre Marcia Wallace) | Edna Krabappel        |
| 2103 | The Great Wife Hope             | Chuck Liddell                           | Sig själv             |
| 2103 | The Great Wife Hope             | Marcia Wallace                          | Edna Krabappel        |
| 2104 | Treehouse of Horror XX          | Marcia Wallace (Macabre Marcia Wallace) | Edna Krabappel        |
| 2105 | The Devil Wears Nada            | Marcia Wallace                          | Edna Krabappel        |
| 2106 | Pranks and Greens               | Jonah Hill                              | Andy Hamilton         |
| 2106 | Pranks and Greens               | Marcia Wallace                          | Edna Krabappel        |
| 2107 | Rednecks and Broomsticks        | Neve Campbell                           | Cassandra             |
| 2108 | O Brother, Where Bart Thou?     | Cooper Manning                          | Sig själv             |
| 2108 | O Brother, Where Bart Thou?     | Eli Manning                             | Sig själv             |
| 2108 | O Brother, Where Bart Thou?     | Huell Howser                            | Sig själv             |
| 2108 | O Brother, Where Bart Thou?     | Jordan Nagai                            | Charlie               |
| 2108 | O Brother, Where Bart Thou?     | Kim Cattrall                            | Fjärde Simpsonsbarnet |
| 2108 | O Brother, Where Bart Thou?     | Peyton Manning                          | Sig själv             |
| 2108 | O Brother, Where Bart Thou?     | Smothers Brothers                       | Sig själva            |
| 2109 | Thursdays with Abie             | Marcia Wallace                          | Edna Krabappel        |
| 2109 | Thursdays with Abie             | Mitch Albom                             | Sig själv             |
| 2110 | Once Upon a Time in Springfield | Anne Hathaway                           | Prinsessan Penelope   |
| 2110 | Once Upon a Time in Springfield | Eartha Kitt                             | Sig själv             |
| 2110 | Once Upon a Time in Springfield | Gary Larson                             | Sig själv             |
| 2110 | Once Upon a Time in Springfield | Jackie Mason                            | Hyman Krustofski      |
| 2110 | Once Upon a Time in Springfield | Maurice LaMarche                        |                       |
| 2111 | Million Dollar Maybe            | Chris Martin                            | Sig själv             |
| 2111 | Million Dollar Maybe            | Marcia Wallace                          | Edna Krabappel        |
| 2112 | Boy Meets Curl                  | Bob Costas                              | Sig själv             |
| 2113 | The Color Yellow                | Wren T. Brown                           | Virgil Simpson        |
| 2114 | Postcards from the Wedge        | Marcia Wallace                          | Edna Krabappel        |
| 2115 | Stealing First Base             | Angela Bassett                          | Michelle Obama        |
| 2115 | Stealing First Base             | Sarah Silverman                         | Nikki McKenna         |
| 2116 | The Greatest Story Ever D'ohed  | Sacha Baron Cohen                       | Jakob                 |
| 2116 | The Greatest Story Ever D'ohed  | Yael Naim                               | Doreet                |
| 2117 | American History X-cellent      | Joe Mantegna                            | Fat Tony              |
| 2117 | American History X-cellent      | Kevin Michael Richardson                | Fånge                 |
| 2118 | Chief of Hearts                 | Jane Kaczmarek                          | Constance Harm        |
| 2118 | Chief of Hearts                 | Joe Mantegna                            | Fat Tony              |
| 2118 | Chief of Hearts                 | Maurice LaMarche                        |                       |
| 2120 | To Surveil With Love            | Eddie Izzard                            | Elizabeth II          |
| 2120 | To Surveil With Love            | Marcia Wallace                          | Edna Krabappel        |
| 2121 | Moe Letter Blues                | Don Pardo                               | Sig själv             |
| 2122 | The Bob Next Door               | Kelsey Grammer                          | Sideshow Bob          |
| 2123 | Judge Me Tender                 | Ellen DeGeneres                         | Sig själv             |
| 2123 | Judge Me Tender                 | Kara DioGuardi                          | Sig själv             |
| 2123 | Judge Me Tender                 | Randy Jackson                           | Sig själv             |
| 2123 | Judge Me Tender                 | Ryan Seacrest                           | Sig själv             |
| 2123 | Judge Me Tender                 | Rupert Murdoch                          | Sig själv             |
| 2123 | Judge Me Tender                 | Simon Cowell                            | Sig själv             |

## Säsong 22
| Nr   | Avsnitt                                   | Gästskådespelare                       | Karaktär                             |
| ---- | ----------------------------------------- | -------------------------------------- | ------------------------------------ |
| 2201 | Elementary School Musical                 | Bret McKenzie                          | Kurt Hardwick                        |
| 2201 | Elementary School Musical                 | Jemaine Clement                        | Ethan                                |
| 2201 | Elementary School Musical                 | Lea Michele                            | Sig själv                            |
| 2201 | Elementary School Musical                 | Cory Monteith                          | Sig själv                            |
| 2201 | Elementary School Musical                 | Amber Riley                            | Sig själv                            |
| 2201 | Elementary School Musical                 | Ira Glass                              | Sig själv                            |
| 2201 | Elementary School Musical                 | Stephen Hawking                        | Sig själv                            |
| 2202 | Loan-a Lisa                               | Chris Hansen                           | Sig själv                            |
| 2202 | Loan-a Lisa                               | Mark Zuckerberg                        | Sig själv                            |
| 2202 | Loan-a Lisa                               | Muhammad Yunus                         | Sig själv                            |
| 2203 | MoneyBART                                 | Mike Scioscia                          | Sig själv                            |
| 2203 | MoneyBART                                 | Bill James                             | Sig själv                            |
| 2204 | Treehouse of Horror XXI                   | Daniel Radcliffe (Daniel Ratfink)      | Edmund                               |
| 2205 | Treehouse of Horror XXI                   | Hugh Laurie (Hugh "Struck by A" Lorry) | Roger                                |
| 2207 | How Munched Is that Birdie in the Window? | Danica Patrick                         | Sig själv                            |
| 2207 | How Munched Is that Birdie in the Window? | Marcia Wallace                         | Edna Krabappel                       |
| 2207 | How Munched Is that Birdie in the Window? | Rachel Weisz                           | Dr. Thurston                         |
| 2208 | The Fight Before Christmas                | Martha Stewart                         | Sig själv                            |
| 2208 | The Fight Before Christmas                | Katy Perry                             | Sig själv                            |
| 2209 | The Fight Before Christmas                | Donnie Fatso                           | Fat Tony och Fit Tony                |
| 2209 | The Fight Before Christmas                | Jon Hamm                               | FBI-agent                            |
| 2210 | The Fight Before Christmas                | Marcia Wallace                         | Edna Krabappel                       |
| 2211 | Flaming Moe                               | Alyson Hannigan                        | Melody Juniper                       |
| 2211 | Flaming Moe                               | Kristen Wiig                           | Calliope Juniper                     |
| 2211 | Flaming Moe                               | Scott Thompson                         | Grady                                |
| 2212 | Homer the Father                          | James Lipton                           | Sig själv                            |
| 2212 | Homer the Father                          | David Mamet                            | Sig själv                            |
| 2212 | Homer the Father                          | Michael Paul Chan                      | Kinesisk spion                       |
| 2212 | Homer the Father                          | Garry Marshall                         | Sheldon Leavitt                      |
| 2213 | The Blue and the Gray                     | Marcia Wallace                         | Edna Krabappel                       |
| 2214 | Angry Dad: The Movie                      | Halle Berry                            | Sig själv                            |
| 2214 | Angry Dad: The Movie                      | Ricky Gervais                          | Sig själv                            |
| 2214 | Angry Dad: The Movie                      | Russell Brand                          | Sig själv                            |
| 2214 | Angry Dad: The Movie                      | Nick Park                              | Sig själv                            |
| 2214 | Angry Dad: The Movie                      | J. B. Smoove                           | DJ Kwanzaa                           |
| 2214 | Angry Dad: The Movie                      | Maurice LaMarche                       |                                      |
| 2215 | The Scorpion's Tale                       | Werner Herzog                          | Tysk läkemedelskoncern industrialist |
| 2215 | The Scorpion's Tale                       | Kevin Michael Richardson               |                                      |
| 2216 | A Midsummer's Nice Dream                  | Cheech Marin                           | Sig själv                            |
| 2216 | A Midsummer's Nice Dream                  | Tommy Chong                            | Sig själv                            |
| 2217 | Love is a Many-Strangled Thing            | Paul Rudd                              | Dr. Zander                           |
| 2217 | Love is a Many-Strangled Thing            | Kareem Abdul-Jabbar                    | Sig själv                            |
| 2217 | Love is a Many-Strangled Thing            | Kevin Michael Richardson               | Masseuse                             |
| 2217 | Love is a Many-Strangled Thing            | Marcia Wallace                         | Edna Krabappel                       |
| 2217 | Love is a Many-Strangled Thing            | Marcia Wallace                         | Edna Krabappel                       |
| 2218 | The Great Simpsina                        | David Copperfield                      | Sig själv                            |
| 2218 | The Great Simpsina                        | Martin Landau                          | Great Raymondo                       |
| 2218 | The Great Simpsina                        | Ricky Jay                              | Sig själv                            |
| 2218 | The Great Simpsina                        | Jack McBrayer                          | Ewell Freestone                      |
| 2218 | The Great Simpsina                        | Penn Jillette                          | Sig själv                            |
| 2218 | The Great Simpsina                        | Teller                                 | Sig själv                            |
| 2219 | The Real Housewives of Fat Tony           | Joe Mantegna                           | Fat Tony                             |
| 2220 | Homer Scissorhands                        | Marcia Wallace                         | Edna Krabappel                       |
| 2220 | Homer Scissorhands                        | Kristen Schaal                         | Taffy                                |
| 2222 | The Ned-Liest Catch                       | Joey Kramer                            | Sig själv                            |
| 2222 | The Ned-Liest Catch                       | Marcia Wallace                         | Edna Krabappel                       |

## The Simpsons Movie

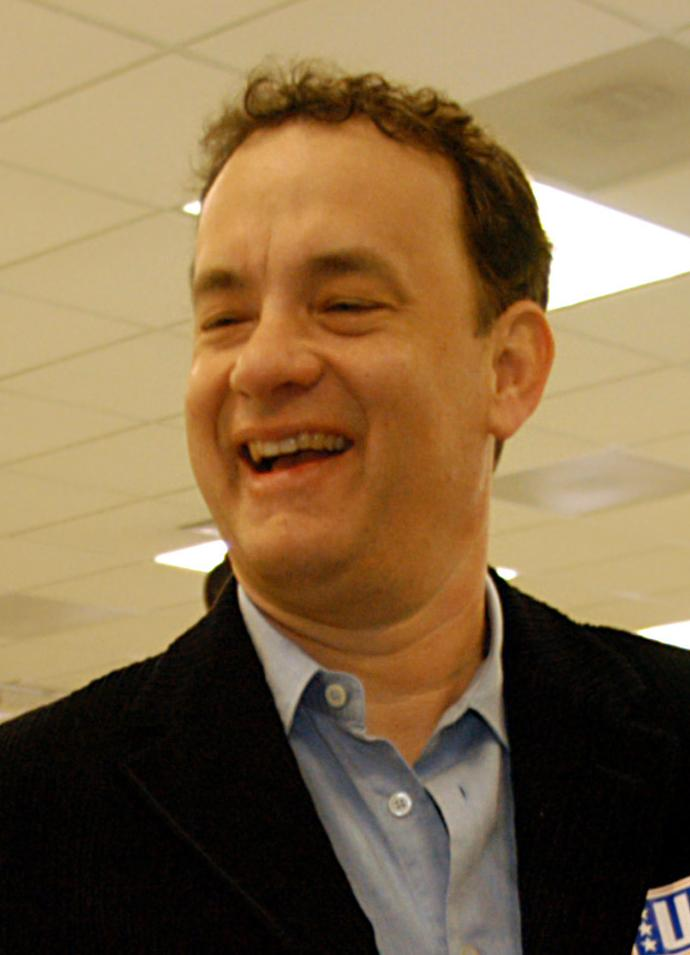
Tom Hanks var en av dem som gästade The Simpsons Movie.

- Albert Brooks som spelade Russ Cargill
- Joe Mantegna som spelade Fat Tony
- Marcia Wallace som spelade Edna Krabappel
- Green Day som spelade sig själva
  - Billie Joe Armstrong som spelade sig själv
  - Mike Dirnt som spelade sig själv
  - Tré Cool som spelade sig själv
- Tom Hanks som spelade sig själv
- Philip Rosenthal som spelade TV Dad

Minnie Driver, Isla Fisher, Erin Brockovich och Edward Norton blev bortklippta. Man spelade även in en scen med Kelsey Grammer som spelade Sideshow Bob.

## Återkommande gästskådespelare
- De facto gästskådespelare

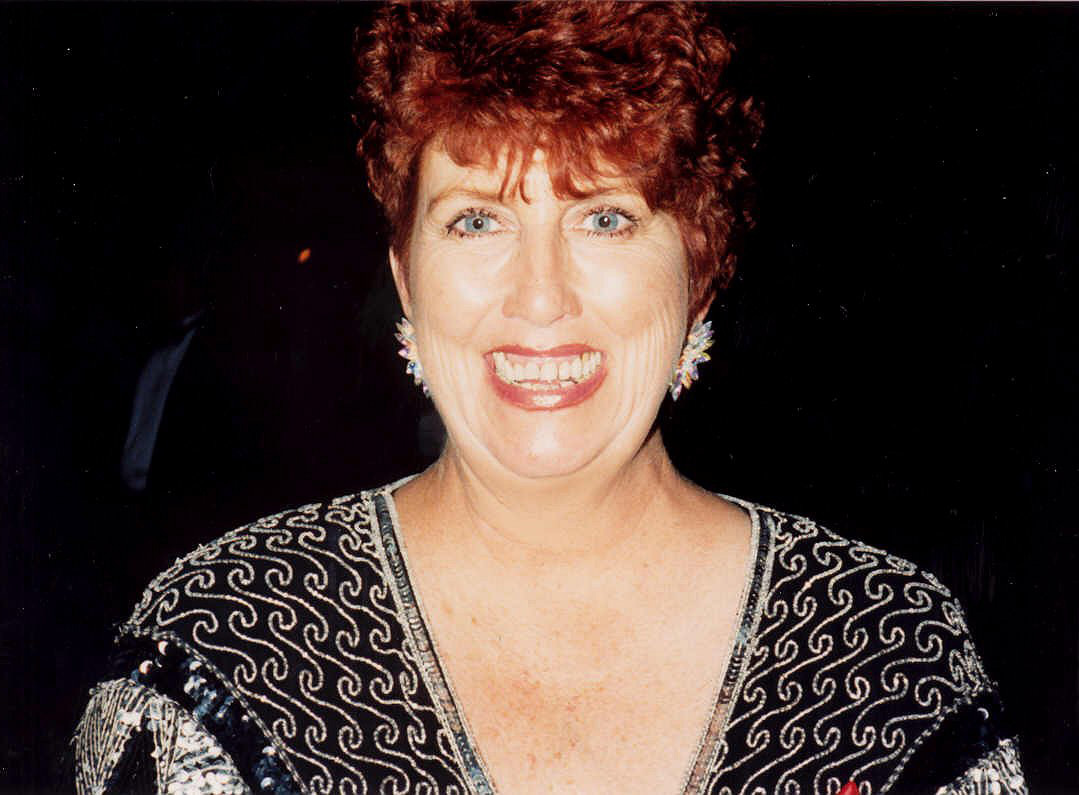
Marcia Wallace har spelat Edna Krabappel ett flertal gånger sedan säsong 1.

  - Phil Hartman som spelade Troy McClure, Lionel Hutz, Lyle Lanley, Evan Conover, Mr. Muntz, Horst, Big Brother Tom, Various announcers, Charlton Heston, Moses, Fat Tony och andra
  - Marcia Wallace som spelade Edna Krabappel
- 18 gånger
  - Joe Mantegna som spelade Fat Tony
- 17 gånger
  - Frank Welker som spelade Santa's Little Helper och många andra djur
- 10 gånger
  - Kelsey Grammer som spelade Sideshow Bob
- 9 gånger
  - Jon Lovitz som spelade Artie Ziff, Jay Sherman, Llewelyn Sinclair, Aristotle Amadopolis, Professor Lombardo, Enrico Irritazio och andra
- 8 gånger
  - Maurice LaMarche som spelade George C. Scott, Orson Welles, Commocher McBragg, Billy och andra
- 7 gånger
  - Jan Hooks som spelade Manjula Nahasapeemapetilon
  - Jane Kaczmarek som spelade Judge Constance Harm
- 5 gånger
  - Albert Brooks som spelade Brad Goodman, Jacques, Hank Scorpio, Cowboy Bob och Tab Spangler.
- 4 gånger
  - Charles Napier som spelade the Warden, jägaren Grant och Officer Krackney
- 3 gånger
  - NRBQ som spelade en mängd olika sånger i olika avsnitt
  - Glenn Close som spelade Mona Simpson
  - Gary Coleman som spelade sig själv
  - Stephen Hawking som spelade sig själv
  - Eric Idle som spelade Declan Desmond
  - Stacy Keach som spelade Howard K. Duff VII
  - Joan Kenley som spelade telefonrösten
  - James Earl Jones som spelade Mover, Serak the Preparer, the narrator och Maggie
  - Pamela Reed som spelade Ruth Powers
  - Alex Rocco som spelade Roger Meyers Jr.
  - Sab Shimono som spelade sushikocken, Japanese worker, Mr. Sparkle och den japanska fiskaren
  - George Takei som spelade kyparen Akira och Wink den japanska programledaren